# AC Ace
Der AC Ace war ein offener zweisitziger Sportwagen mit Aluminiumkarosserie und Sechszylinder-Reihenmotor von AC, Bristol oder Ford.
Entwickelt und hergestellt wurde er von dem englischen Traditionsunternehmen AC Cars Ltd. mit Sitz in Thames Ditton in der Grafschaft Surrey, dessen Wurzeln bis in das Jahr 1901 zurückreichen (Beginn der Arbeiten an dem Weller Four Seat Tourer durch die Firmengründer Weller und Portwine). Der AC Ace basierte auf einem einzelgefertigten Rennsportwagen, den John Tojeiro als unabhängiger Sport- und Rennwagenkonstrukteur 1953 gebaut hatte. Mit Preisen auf dem Niveau der leistungsstärkeren Jaguar-Sportwagen (und darüber) war der handgefertigte Ace während seiner Bauzeit stets ein Fahrzeug für wohlhabende Individualisten. 1962 wurde er zur Grundlage für die legendäre, gemeinsam mit Carroll Shelby und Ford entwickelte AC Cobra.

## Einleitung
Von dem Modell AC Ace entstanden zwischen 1953 und 1964 insgesamt 728 Fahrzeuge in Kleinserie und weitgehend in Handarbeit, davon
- 226 mit dem hauseigenen 2,0-l-Sechszylinder-Reihenmotor (AC Ace, 1953–1964),[5][6]
- 466 mit dem 2,0-l-Sechszylinder-Reihenmotor von Bristol (AC Ace Bristol, 1956–1964)[5][7] und
- 36 mit einem 2,6-l-Sechszylinder-Reihenmotor aus dem Ford Zephyr Mk. II, in der Regel leistungsgesteigert (AC Ace 2.6, 1961–1963).[8]

Der Ace (englisch; zu Deutsch: Ass) war das erste neue Sportwagenmodell, das AC nach dem Zweiten Weltkrieg als Serienfahrzeug herausbrachte. Ziel des Unternehmens war es, mit dem vergleichsweise kleinen und leichten Modell wieder an die Sportwagentradition der Marke aus der Mitte der 1920er- sowie den 1930er-Jahren anzuknüpfen. Es war neben dem 1948 vorgestellten, deutlich teureren Lagonda 2.6-Litre eines der ersten englischen Serienfahrzeuge, insbesondere der erste englische Seriensportwagen mit Einzelradaufhängung vorne und hinten. Geringes Gewicht, ausgewogene Gewichtsverteilung, standfeste, kräftige Motoren und eine fortschrittliche Fahrwerksauslegung ermöglichten es dem AC Ace, zahlreiche Rennsporterfolge sowohl im Vereinigten Königreich als auch in Kontinentaleuropa und den USA zu erringen. Aufgrund seines sportlichen Rufs ließ er sich mit größerer Gewinnspanne verkaufen als das Limousinen-Modell AC 2-Litre und wurde dadurch – trotz vergleichsweise geringer Stückzahlen – auch wirtschaftlich ein Erfolg.

## Entstehungsgeschichte

Logo des Automobilherstellers AC mit Buchstaben im Art Nouveau-Stil wie es – mit geringen Änderungen – seit 1907 verwendet wurde

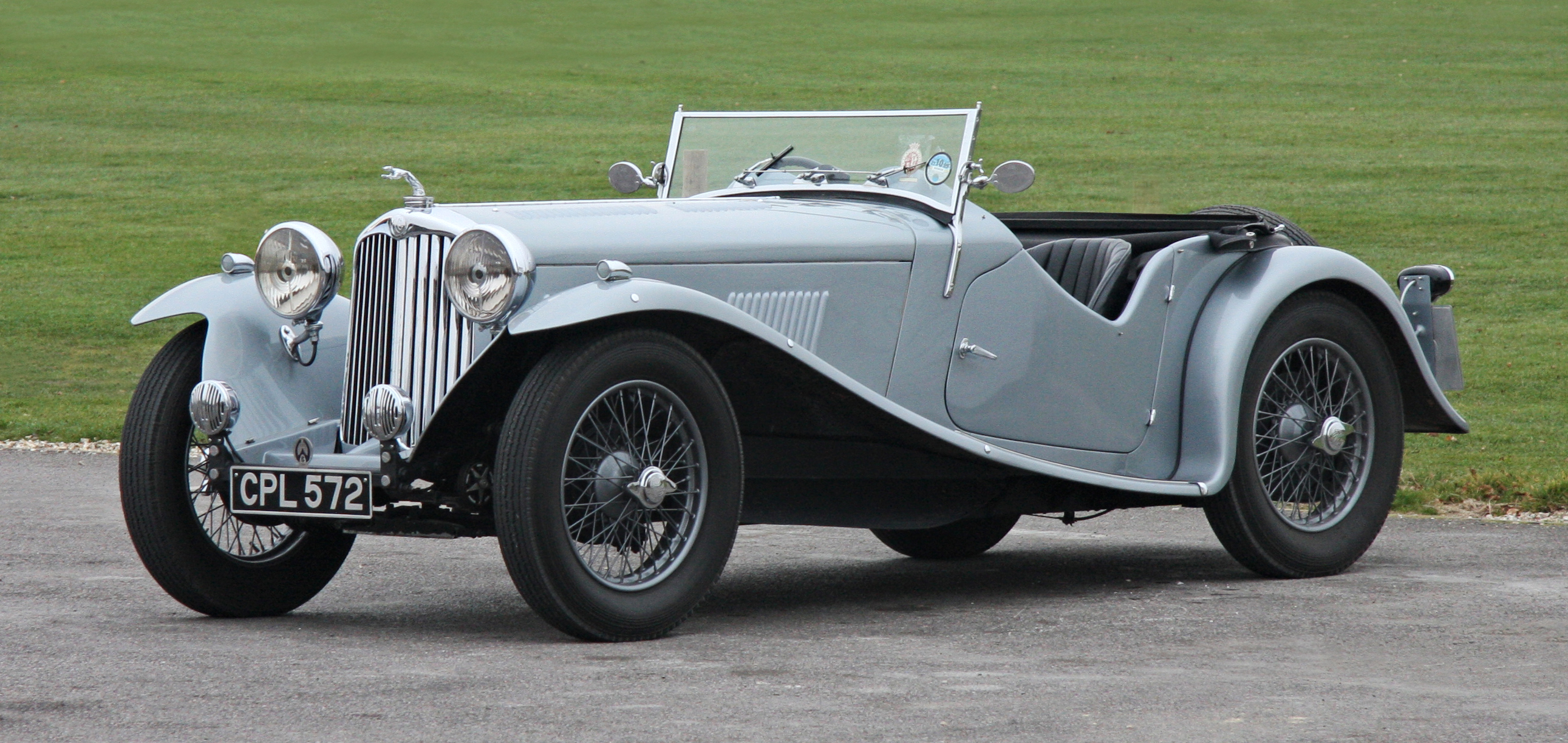
AC 16/80 "Ace" Two Seater Competition Sports, ca. 1936 – der Vorgänger und Namensvetter aus der Vorkriegszeit

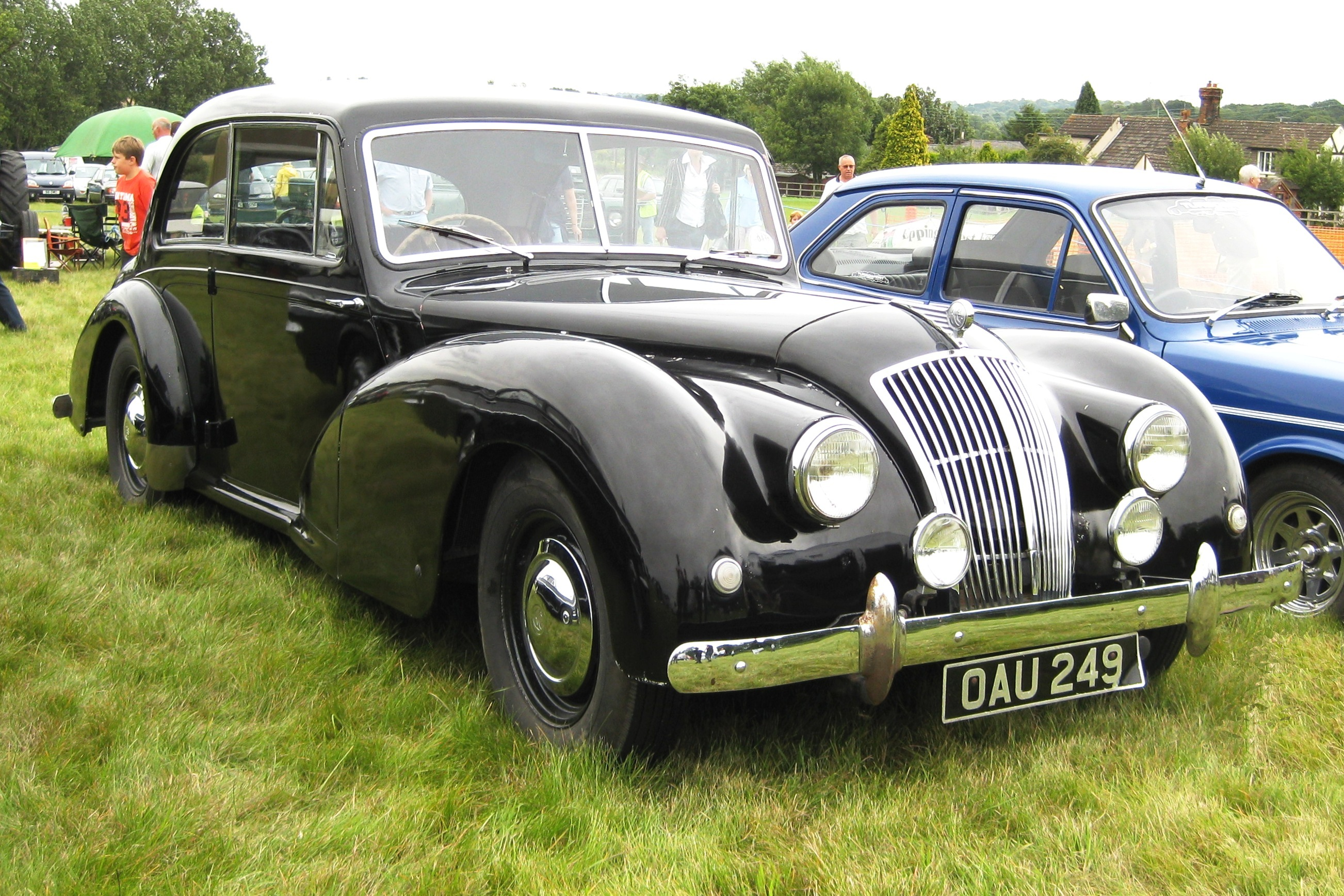
AC 2-Litre (Two Door Saloon) – das erste Nachkriegsmodell

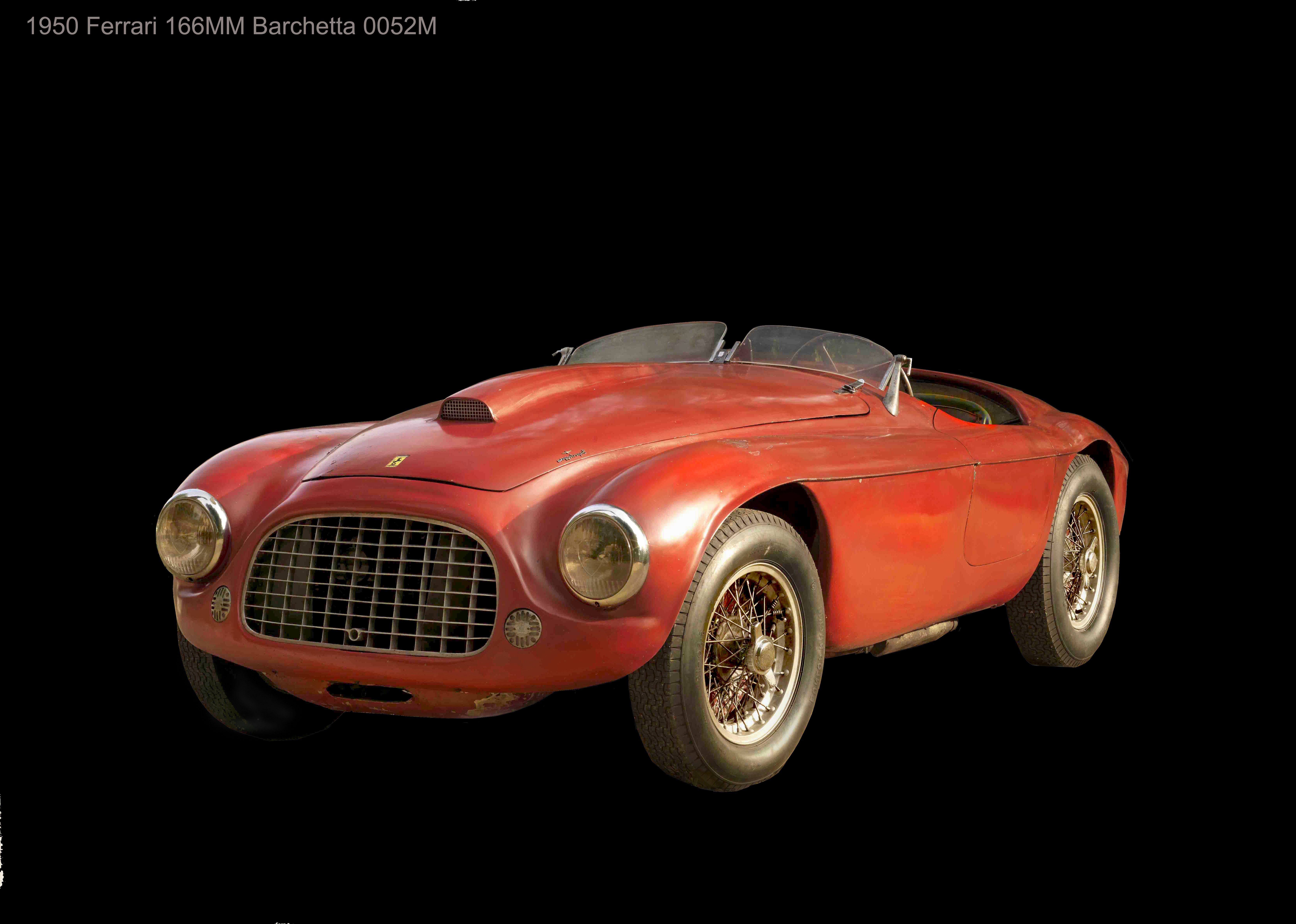
Ferrari 166MM Touring Barchetta – das Designvorbild für den Tojeiro-Bristol-Prototyp

### ACs Situation zu Beginn der 1950er-Jahre
Zu Beginn der 1950er-Jahre war die AC Cars Ltd. – wie schon seit 1930 – im Besitz der Familie Hurlock mit William A. Hurlock (* 1887; † 1964) als Vorstandsvorsitzenden und seinem Bruder Charles F. H. Hurlock (* 1901; † 1989) als Geschäftsführer. Das Fahrzeugprogramm des Kleinserienherstellers bestand zu dieser Zeit ausschließlich aus dem 1947 vorgestellten, der oberen Mittelklasse zuzurechnenden AC 2-Litre mit hauseigenem 2,0-l-Reihensechszylinder und 74 bhp / 75 PS / 55 kW. Dieses luxuriöse, konservativ wirkende Modell war in der Regel als zweitürige Limousine (Two Door Saloon) karossiert, selten als zweitüriges, vier- bis fünfsitziges Cabriolet (Drophead Coupé) oder als Buckland Tourer, ein sportlich gestalteter, von dem externen Karosseriebaubetrieb Buckland gebauter, offener vier- bis fünfsitziger Tourenwagen. In seinem Marktsegment erwuchs dem 2-Litre zunehmend Konkurrenz: Manche Hersteller konnten ihre Modelle bei ähnlicher Motorisierung durch Massenproduktion an Fließbändern deutlich günstiger anbieten; andere Hersteller hatten inzwischen Triebwerke mit größerem Hubraum und mehr Leistung im Angebot. Zudem war abzusehen, dass der Preis des 2-Litre die Grenze von netto 1.000 £ bald überspringen würde, ab der eine doppelt so hohe Umsatzsteuer (quasi eine Luxussteuer) fällig würde, wodurch die Marktchancen weiter sinken würden. AC war daher auf der Suche nach neuen Fahrzeugmodellen und -konzepten.
Die Überlegungen reichten von einem herkömmlichen Nachfolger des 2-Litre bis zu einem Hochleistungsfahrzeug der Oberklasse, wobei auch selbst konstruierte vier-, sechs oder achtzylindrige Boxermotoren angedacht wurden. Parallel dachte AC an einen leichten Sportwagen im Stil der erfolgreichen Vorkriegsmodelle wie den sportlichen AC 16/80 Ace Two Seater Competition Sports, der beispielsweise 1936 die Alpenrallye gewonnen hatte. Eine dritte Planung betraf einen dreirädrigen Kleinstwagen, wie er ab 1952 als AC Petite angeboten wurde.
Die Entscheidung zur Entwicklung des AC Ace fiel 1953 nach einem Treffen, bei dem John Tojeiro den Brüdern Hurlock seinen im Kundenauftrag gebauten Rennsportwagen vorgestellt hatte.

### Der Tojeiro-Bristol-Prototyp
Im Hauptberuf betrieb John Tojeiro in einem Schuppen eine kleine Werkstatt für Karosserielackierung und -reparaturen. Nebenher konstruierte und baute er Rennsportwagen als Einzelstücke für Kunden und sich selbst. Beim Bau der Fahrzeuge unterstützte ihn der Vermieter des Schuppens, Vin Davison, der auf dem Grundstück selbst eine große Werkstatt betrieb. Bereits 1950 hatte Tojeiro einen erfolgreichen Rennsportwagen entworfen, der auf einem MG TA mit Fahrwerkskomponenten basierte, die er aus einem Cooper-Rennwagen übernommen hatte. Ein von ihm 1951 neu aufgebautes Fahrzeug mit einem hubraumstärkeren Motor und einem vollständig selbst konstruierten Fahrwerk mit Starrachsen vorne und hinten war weniger erfolgreich. Nach Ende der Rennsaison 1952 beauftragte der Autohändler und Hobbyrennfahrer Cliff Davis John Tojeiro, einen neuen Rennsportwagen zu entwerfen. Über den Winter entstand ein leichtgewichtiges Fahrwerk mit Einzelradaufhängung vorne und hinten. Ausgerüstet war das Fahrzeug mit einem Zweiliter-Sechszylindermotor von Bristol, der zwar im Vorderwagen eingebaut, jedoch weit hinter der Vorderachse Richtung Fahrzeugmitte versetzt war, um eine möglichst ausgewogene Gewichtsverteilung zu erzielen.
Das Fahrzeug erhielt eine Zweisitzer-Karosserie im Barchetta-Stil, die von dem Karosseriebauer Eric Gray in der Firma Gray and Rich Panelcraft gefertigt wurde. Sie war von dem Ferrari 166 MM (Mille Miglia)-Touring-Barchetta aus den Jahren 1948 bis 1953 inspiriert, wie sie die Carrozzeria Touring in Mailand entworfen und in ihrer patentierten Superleggera-Bauweise hergestellt hatte. Auf Anhieb hatte Davis eine erfolgreiche Saison mit Siegen auf den Rundkursen von Goodwood, Silverstone und Crystal Palace. Der Tojeiro-Bristol zeichnete sich dabei durch seine Wendigkeit und sein gutes Kurvenverhalten aus. Das Fahrzeug mit dem englischen Kennzeichen LOY 500 existiert noch heute und nimmt regelmäßig an historischen Rennveranstaltungen teil.
Noch im selben Jahr, 1953, erhielt Tojeiro von Ernie Bailey, dem Eigentümer des Karosseriebaubetriebs Buckland, den Auftrag, ein ähnliches Fahrzeug zu bauen, jedoch mit einem hubraumstärkeren Motor von Lea-Francis. Beide standen bereits vorher in geschäftlichen Beziehungen, da Tojeiro die von Bailey gebauten AC Buckland Tourer-Karosserien in seinem Schuppen lackierte. Aus seinen Geschäftsbeziehungen mit AC kannte Bailey die sinkenden Verkaufszahlen des Modells 2-Litre und ACs Überlegungen für einen Ersatz. Gemeinsam mit Davison sah er die Möglichkeit, den Tojeiro-Entwurf bei AC in größeren Stückzahlen produzieren zu lassen, weshalb sie den Hurlock-Brüdern Tojeiro und seinen Fahrzeugentwurf vorstellten. John Tojeiro hatte sich hierzu Cliff Davis’ Fahrzeug ausgeliehen, der seinerseits die Hoffnung hegte, Nachbauten seines Rennsportwagens als Händler verkaufen zu können. Die Hurlocks waren vom Tojeiro-Bristol derart überzeugt, dass kurzfristig eine Übernahme des Fahrzeugkonzepts vereinbart wurde. Den Brüdern Hurlock war an einer schnellen Entscheidung gelegen, um den New AC noch im Oktober 1953 als Prototyp auf der British International Motor Show vorstellen zu können; die Kundenresonanz sollte getestet und gegebenenfalls Geldgeber gefunden werden, die die Mittel für die Weiterentwicklung zum Serienfahrzeug bereitstellten.

### Der AC Ace-Prototyp
Die Arbeiten an dem Prototyp fanden unter hohem Zeitdruck statt, da bis zur Ausstellungseröffnung nur wenige Wochen blieben. Um Zeit zu sparen, verwendete AC den von Bailey bestellten, noch nicht fertiggestellten Tojeiro-Wagen, stattete ihn mit dem hauseigenen Zweiliter-Reihensechszylindermotor sowie dem zugehörigen Schaltgetriebe von Moss aus und nannte ihn entsprechend den erfolgreichen Vorkriegsmodellen Ace. Per Vertrag erhielt AC die Rechte an dem Tojeiro-Entwurf und John Tojeiro im Gegenzug die Zusage einer Tantieme von 5 £ für jedes verkaufte Fahrzeug (bis maximal 100 Fahrzeuge, entsprechend 500 £ – rückblickend für Tojeiro ein schlechtes Geschäft). Vin Davison erhielt von AC einen Anstellungsvertrag, um mitzuhelfen, den Tojeiro-Prototyp an die Bedürfnisse einer Serienproduktion anzupassen. Ziel war es, für die Serienfertigung möglichst weitgehend auf Teile aus dem AC-Lagerbestand zurückzugreifen, den Prototyp an die Straßenzulassungsvorschriften des Vereinigten Königreichs und des für den Export in Aussicht genommenen amerikanischen Marktes anzupassen sowie ein Mindestmaß an Komfort und Wetterschutz für die Insassen vorzusehen. So erhielt der Ace-Prototyp eine normal hohe Windschutzscheibe in einem separat aufgesetzten verchromten Rahmen und einen gut ausgestatteten Innenraum mit einem umfangreich bestückten Armaturenbrett, hochwertigen Teppichen und mit Leder bezogenen Einzelsitzen. Ferner erhielt er ein ungefüttertes Segeltuchverdeck (das mittels Druckknöpfen auf der Aluminiumkarosserie befestigt wurde und dessen Verdeckstangen und -spriegel jeweils einzeln montiert werden mussten) sowie einknöpfbare, klappbare Kunststoff-Seitenscheiben.
Der Ace-Prototyp wurde vom 21. bis 31. Oktober 1953 im Earls Court Exhibition Centre ausgestellt, wo er als einer der Höhepunkte der Messe gefeiert wurde, so dass AC sich zur Serienproduktion entschloss.

## Verkaufsbeginn und Serienfertigung

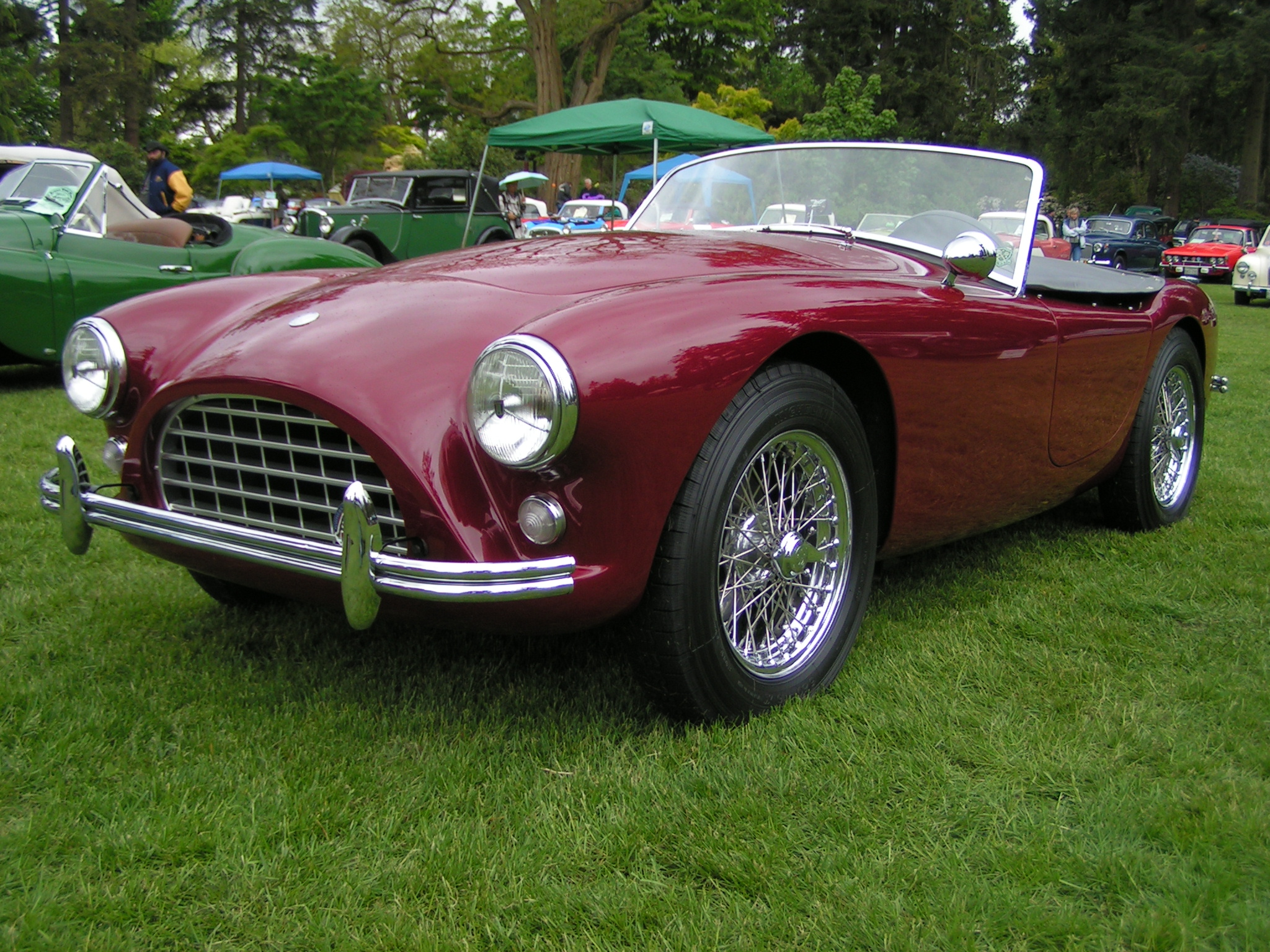
AC Ace in der Straßenversion mit hauseigenem 2,0-l-Sechszylinder-Reihenmotor

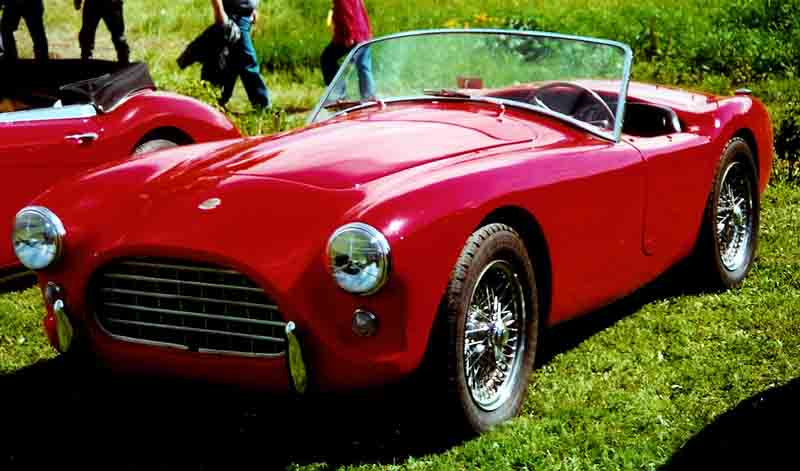
AC Ace Bristol

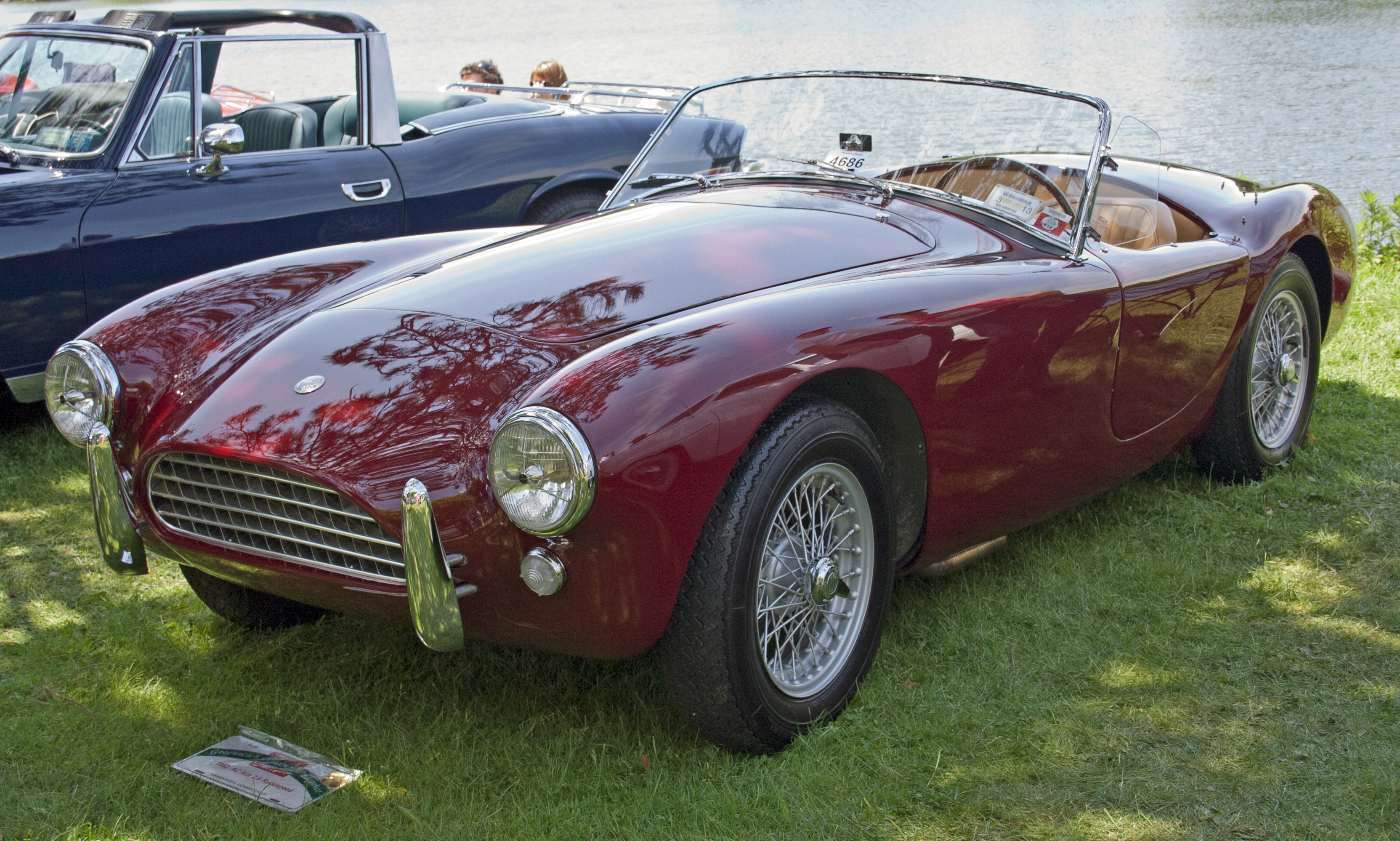
AC Ace 2.6 mit Ruddspeed-Motor und flacher Front (1962)

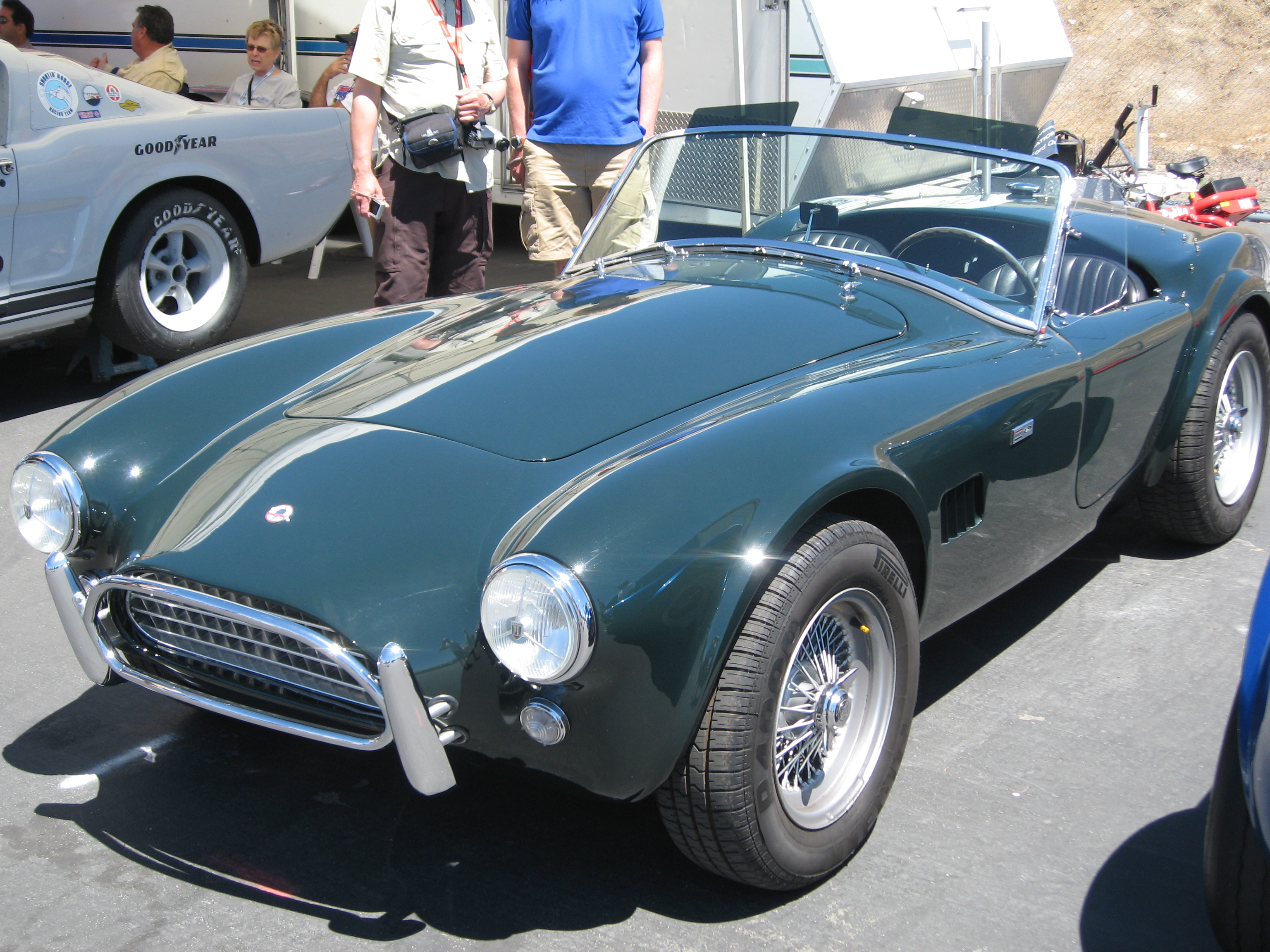
AC Cobra 289 mit 4,7-l-Ford-V8-Motor und serienmäßig moderat verbreiterten Kotflügeln

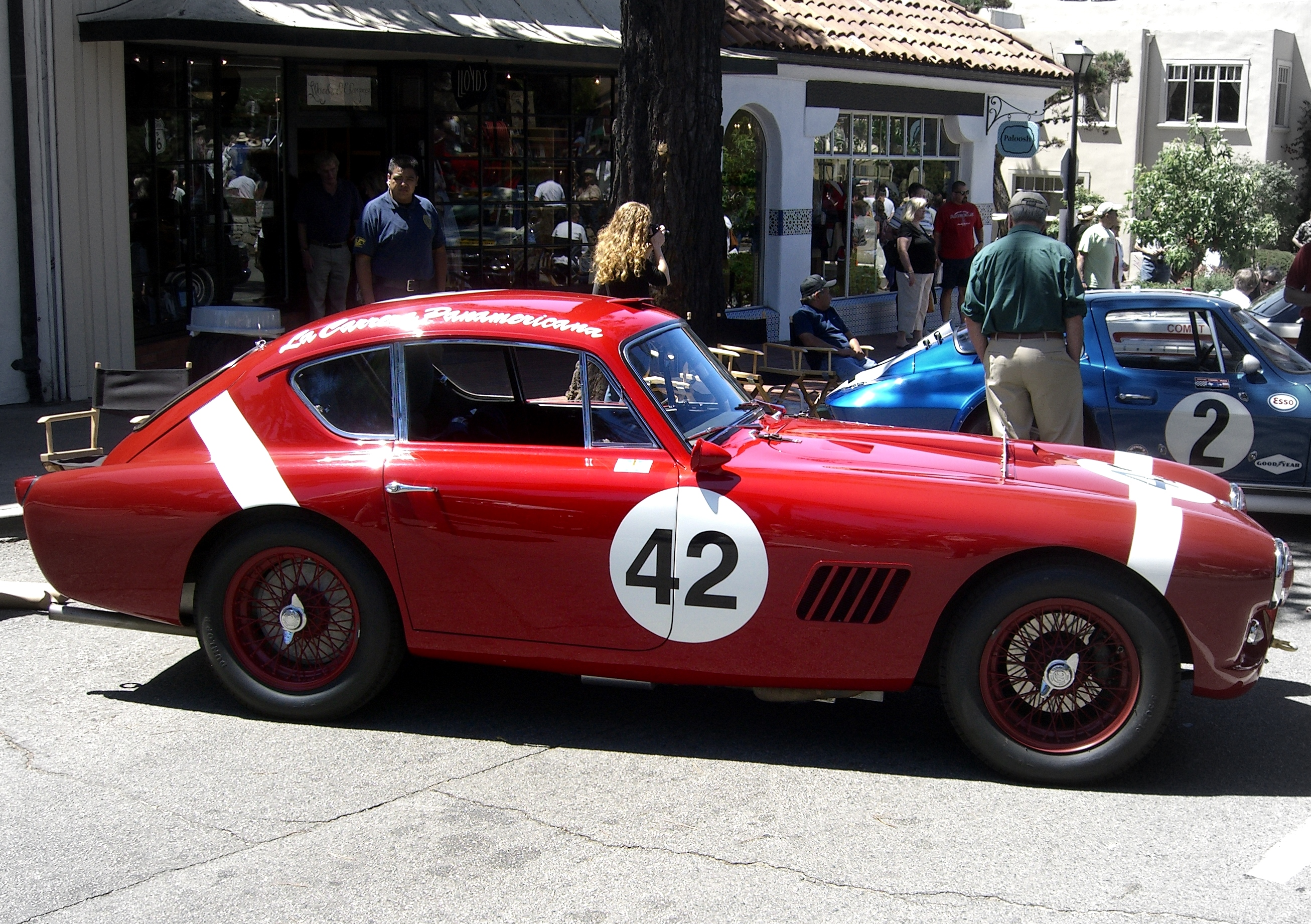
Zum Vergleich: Der AC Aceca – die zweisitzige Coupé-Version des offenen AC Ace, hier in der Rennsportversion für die Langstreckenrallye Carrera Panamericana

### Beginn mit AC-Motoren
Produktion und Verkauf des AC Ace begannen zum Jahreswechsel 1953/54. Der Verkaufspreis belief sich auf vergleichsweise hohe 1015 £ zuzüglich Steuern von 424 £ (ab Oktober 1955: 1100 £ zuzüglich Steuern von 459 £). AC hatte unter Führung des Cheftechnikers Alan D. Turner das Karosseriedesign gegenüber dem Ace-Prototyp von der British International Motor Show nochmals überarbeitet. Die Änderungen betrafen den Kühlergrill, höher gesetzte und stärker herausmodellierte Scheinwerfer, eine geänderte Seitenlinie mit stärkerem „Hüftknick“ hinter den Türen und über den Hinterrädern sowie ein nicht mehr so stark abfallendes Heck. Dieses endgültige Design behielt AC bei den Fahrzeugen mit eigenem Motor sowie den späteren mit Bristol-Motor nahezu unverändert bis zur Einstellung der Serienproduktion 1963 bzw. den nachgefertigten Einzelstücken 1964 bei. Die maßgeblichen Designelemente mit unterschiedlich stark verbreiterten Kotflügeln wurden mit der AC Cobra bis 1968 fortgeführt.
Im Laufe des Jahres 1954 erweiterte das auf dem Ace basierende zweisitzige Coupé AC Aceca mit Fließheck und Heckklappe die Angebotspalette. Dieses erreichte jedoch trotz höherem Komfort und besserem Wetterschutz wegen des nochmals höheren Preises nicht die Verkaufszahlen des Ace (1215 £ zuzüglich Steuern von 507 £ im Oktober 1954 bzw. 1375 £ zuzüglich Steuern von 574 £ im Oktober 1955). Bis Ende 1954 konnte AC 147 handgefertigte Ace verkaufen. Er konnte sich als gut durchkonstruierter Sportwagen etablieren, insbesondere im Rennsport, war jedoch im Alltagsgebrauch – insbesondere wegen des geringen Witterungsschutzes – vergleichsweise unpraktisch. Zudem war er durch die Handarbeit und den komplexen Gitterrohrrahmen relativ teuer, vor allem auf den Exportmärkten. Hinzu kam die wachsende Konkurrenz durch am Fließband gefertigte und damit günstigere Modelle wie den Austin-Healey 100 sowie den Triumph TR2 und TR3.
Bei Produktionsbeginn leistete der hauseigene Zweiliter-Sechszylinder-Reihenmotor in der Serienversion 85 bhp / 86 PS / 63 kW bei 4500/min. Im weiteren Verlauf konnte AC die Leistung 1955 und 1958 in zwei Schritten jeweils durch Erhöhung der Verdichtung anheben. In der letzten Version erreichte der AC-Motor ab 1958 102 bhp / 103 PS / 76 kW bei nunmehr 5000/min. Er bot vergleichsweise geringe Möglichkeiten zur Leistungssteigerung, insbesondere für Renneinsätze, bzw. dies ging mit Risiken für die Zuverlässigkeit einher. Ursache war zum einen seine ungewöhnlich langhubige Auslegung mit einer Zylinderbohrung von 65 Millimeter bei einem Zylinderhub von 100 Millimeter, zum anderen der Umstand, dass der Motor in seiner Grundkonzeption auf das Jahr 1919 zurückging. Mit Leichtmetallzylinderblock und obenliegender, kettengetriebener Nockenwelle war er zwar den ursprünglichen Konkurrenten um Jahrzehnte voraus, bot jedoch Mitte der 1950er-Jahre kaum noch weitere Entwicklungsmöglichkeiten.

### Technische Verbesserungen, insbesondere der Ace Bristol
Bereits 1953 hatte John Tojeiro in seinem Rennsportwagen für Cliff Davis einen drehfreudigeren Zweiliter-Sechszylinder-Reihenmotor von Bristol verwendet, der seinerseits auf dem Motor des Vorkriegs-BMW 328 basierte. Auch bei anderen Herstellern von Rennsportwagen wie Frazer-Nash hatte sich dieses Triebwerk bewährt. Einige Rennfahrer hatten ihren AC Ace in privater Initiative bereits auf die hochwertigen und kultivierten Motoren von Bristol umgerüstet, die zudem gute Möglichkeiten für Leistungssteigerungen boten, ohne nennenswert an Zuverlässigkeit zu verlieren. Eine treibende Kraft war hierbei der in engem Kontakt zu AC stehende Fahrzeughändler und Hobbyrennfahrer Ken Rudd aus Worthing. 1956 nutzte AC die Möglichkeit, mit der Bristol Cars Ltd. einen Vertrag über die künftige Motorenlieferung abzuschließen. Fortan konnten AC-Kunden neben dem AC-eigenen Motor alternativ den Bristol-Motor mit 105 bhp / 106 PS / 78 kW bei 5000/min oder in der von Bristol ab Werk leistungsgesteigerten Form mit 128 bhp / 130 PS / 95 kW bei 5750/min bestellen. Dieser ließ sich für Wettbewerbe leicht auf 130 bis 150 PS steigern. Allerdings war die Version mit Bristol-Motor auch deutlich teurer als diejenige mit AC-Motor (1963 £ im Mai 1956 bzw. 2112 £ im Oktober 1957 statt jeweils 1651 £).
Für Bristol hatte diese Kooperation den Vorteil, die eigenen Motoren durch höhere Stückzahlen und bessere Werksauslastung weiter rentabel produzieren zu können, nachdem man sich selbst verstärkt zum Hersteller von Luxuswagen mit entsprechend niedrigen Stückzahlen entwickelt hatte. Der Sportwagen AC Ace war insoweit keine Konkurrenz für die Bristol-Fahrzeuge.
Mit dem Bristol-Motor nahm die Zahl der Rennsporterfolge sowohl im Vereinigten Königreich als auch in den USA weiter zu. Dies sowie die geringen Stückzahlen veranlassten Konkurrenten in der amerikanischen Sportwagenmeisterschaft dazu, eine Höherstufung des AC Ace aus der Klasse E zunächst in die Klasse D, dann sogar in die Klasse C zu erwirken. Der Ace musste so schließlich gegen deutlich leistungsstärkere Fahrzeuge antreten, wie zunächst den Jaguar XK 140 bzw. XK 150 oder den Austin-Healey, später den Jaguar D-Type, Aston Martin, Lotus und Maserati. Um für den sportlichen Wettbewerb besser gerüstet zu sein, erhielt der AC Ace – wiederum auf Anregung von Ken Rudd – als eines der ersten Fahrzeuge ab 1957 zunächst auf Wunsch und gegen Aufpreis Girling-Scheibenbremsen an der Vorderachse, die später zur Serienausstattung wurden.
Ab Mitte der 1950er-Jahre hatte AC neben dem zweisitzigen Aceca-Coupé ausgehend vom Ace auch an einer viersitzigen Gran-Turismo-Version gearbeitet. Diese wurde 1959 als AC Greyhound vorgestellt, hatte mit dem Ace letztlich jedoch nur die Antriebstechnik gemeinsam: Der Radstand war verlängert, die Spurweite vorne wie hinten verbreitert worden. Der Gitterrohrrahmen bestand nicht mehr aus runden Stahlrohren wie beim Ace und Aceca, sondern aus Vierkantrohren. Anstelle der unteren Dreieckslenker mit oberer, quer verlaufender Blattfeder traten doppelte Dreieckslenker mit Schraubenfeder/Dämpfer-Einheiten vorne sowie eine De-Dion-Achse hinten, um mehr Platz für die Insassen und den Kofferraum zu schaffen und den Motor weiter vorne einbauen zu können. Vor allem wegen des hohen Preises konnte AC vom Greyhound nur etwas mehr als 80 Fahrzeuge verkaufen. Im Oktober 1959 kostete er 2981 £, während der seinerseits bereits teure Ace Bristol für 2045 £ angeboten wurde.
Im selben Jahr, 1959, teilte Bristol AC mit, die eigene Motorenproduktion 1961 einzustellen. Wegen der geringen Stückzahlen war sie inzwischen nicht mehr rentabel und Bristol selbst wollte für seine immer schwerer gewordenen Modelle auf amerikanische Chrysler-V8-Motoren umsteigen, um nicht nur hinsichtlich der Innenausstattung, sondern auch der Leistung und Durchzugskraft weiter dem Anspruch der Oberklasse gerecht zu werden. Für die folgenden Monate und Jahre konnte sich AC noch eine größere Anzahl an Bristol-Motoren für das eigene Lager sichern.

### Modellpflege, insbesondere der Ace 2.6
Parallel entwickelte AC 1961 auf Anregung von Ken Rudd eine Ace-Variante mit dem 2,6-Liter großen Sechszylinder-Reihenmotor aus dem Ford Zephyr Mk. II, den Rudd und seine Firma Ruddspeed umfassend überarbeitet und nach Wunsch in der Leistung gesteigert hatten. Diese Variante wurde 1961 mit bis zu 170 bhp / 172 PS / 127 kW als AC Ace 2.6 vorgestellt. Da dieser Motor trotz größerem Hubraum eine niedrigere Bauhöhe aufwies, nutzte der AC-Entwicklungschef Alan Turner die Gelegenheit, zugleich die Motorhaube flacher zu gestalten sowie etwas länger und tiefer nach vorne auslaufen zu lassen, ferner auch den vorderen Kühllufteinlass flacher und kleiner auszuführen. Diese Ace-Variante erhielt damit – abgesehen von den später verbreiterten Kotflügeln – bereits die markante Karosserieform, die ab 1962 die legendären Cobra-Modelle Mk. I und Mk. II (Cobra 260 und Cobra 289) auszeichnen sollte. Obwohl Rudd mit dem getunten Ford-Motor vereinzelte Sporterfolge erzielen konnte, fehlten dem Motor die Ausstrahlung und der Ruhm der AC- und Bristol-Triebwerke, so dass AC von dieser Variante zwischen 1961 und 1963 lediglich 36 Fahrzeuge verkaufen konnte.
Die Serienproduktion des Ace lief 1963 aus, nachdem AC 1962 gemeinsam mit Carroll Shelby und Ford auf seiner Basis die AC Cobra mit amerikanischem Ford-V8-Motor entwickelt hatte und – zunächst allein für den amerikanischen Markt – als Linkslenker produzierte. Einzelne AC Ace entstanden auf ausdrücklichen Kundenwunsch noch 1964 als Nachfertigung, solange die Cobra noch nicht in ausreichenden Stückzahlen in rechtsgelenkter Version für den britischen Markt verfügbar war.

## Technische Einzelheiten

### Chassis und Fahrwerk
Chassis und Fahrwerk des AC Ace waren für ihre Zeit sehr fortschrittlich ausgelegt; es war der erste britische Seriensportwagen mit Einzelradaufhängung vorne und hinten.
Der Ace hatte ein komplexes, aber leichtes Stahl-Rohrrahmenchassis. Basis war ein geschweißter Kastenrahmen aus Stahlrohren von drei Inch Durchmesser (7,62 Zentimeter) mit dünneren Auslegern vorne und hinten, ferner quer verlaufende, kastenartige Gitterstrukturen auf Höhe der Achsen zur Versteifung und zur Aufnahme der Fahrwerkskomponenten. Weiteres Element war ein angeschweißter Gitterrohrrahmen aus dünneren Stahlrohren von 1½ Inch Durchmesser (3,81 Zentimeter) zur Befestigung der Karosserie.
Mit der Gitterrohrstruktur aus Stahl wandte sich AC von der traditionellen Gemischtbauweise mit Eschenholzgerippe und darauf genagelten Blechschalen ab.
Die Räder waren vorne wie hinten an unteren Querlenkern und oberen, quer liegenden radführenden Blattfedern aufgehängt. Gesonderte Stabilisatoren waren nicht erforderlich, da die Blattfedern auf den kastenartigen Strukturen am Rahmen in zwei Punkten gelagert waren und so auch als Stabisator wirkten.
Der Radstand war mit 2286 Millimeter (90 Inch) um 69 Zentimeter (27 Inch) kürzer als beim AC 2-Litre und 41 Zentimeter (16 Inch) kürzer als beim Vorkriegsmodell AC 16/80 Ace Two Seater Competition Sports bzw. beim 16/90. Die Spurweite betrug vorne wie hinten 1270 Millimeter (50 Inch) und entsprach damit exakt den meisten Vorkriegsmodellen der Baureihe AC Six (16/56 und 16/66 bzw. 16/60, 16/70, 16/80 und 16/90 mit Ausnahme der seltenen Wide Track-Modelle). Serienmäßig hatte der AC Ace Reifen der Größe 5.50 × 16 auf 16-Zoll-Drahtspeichenrädern mit Zentralverschluss und Flügelmutter. Auf Wunsch und gegen Aufpreis wurden ab Werk verchromte Drahtspeichenräder verwendet.
Die Lenkung des Ace arbeitet einem Schneckenlenkgetriebe. Eine Zahnstangenlenkung wurde 1963 mit der Cobra 289 / Cobra Mk. II eingeführt. Vorteil der Ace-Lenkung war die sehr direkte Übersetzung mit nur 1 2/3 Lenkradumdrehungen von Anschlag zu Anschlag sowie die serienmäßige Verstellmöglichkeit des Lenkrads, um dessen Position der Körperlänge des Fahrers anpassen zu können; Kritiker bemängelten hingegen eine vergleichsweise geringe Lenkpräzision.
Zeitgenössische Testberichte lobten die ausgewogenen und sicheren Fahrwerkseigenschaften vor allem auf unebenem Untergrund, insbesondere das Kurvenverhalten, das überdurchschnittlich hohe Kurvengeschwindigkeiten ermöglichte. Das Fahrgestell bot auch ohne Veränderungen ausreichende Reserven für den Rennsport.
Zeitgenössische Modifikationen insbesondere für den Rennsport waren die Verbreiterung der vorderen und hinteren Spur sowie der Einbau eines Überrollbügels.

### Karosserie und Ausstattung
Die Karosserie des AC Ace bestand aus Aluminiumblechen, die zunächst von Hand per Hammer über Holzmodellen geformt, dann von Hand mit Walzmaschinen feinbearbeitet und schließlich miteinander verschweißt wurden; die gleiche Technik verwandte AC bereits in den 1920er- und 1930er-Jahren. Die Karosserie mit der aussteifenden Gitterrohrstruktur war – wie die Superleggera-Karosserien der Carrozzeria Touring aus Mailand – nicht selbsttragend, sondern saß auf einem Kastenrahmen aus Stahlrohr.
Die fließenden Linien der Karosserie des Ace mit der Abkehr von den klassischen Linien beispielsweise eines MG TF wird von vielen als zeitlos und sportlich-elegant beschrieben; ihm fehlt dabei die Aggressivität in der Linienführung der späteren AC Cobra-Modelle, insbesondere der Cobra 289 FIA oder Cobra 427 mit ihren zum Teil extremen Kotflügelverbreiterungen und zusätzlichen Luftein- und -auslässen. Wie manche zeitgenössischen Roadster hat der Ace keine äußeren Türgriffe; die Türen müssen vielmehr stets von innen entriegelt werden. Auch in seiner Form ähnelt der Ace zeitgenössischen italienischen Modellen von Ferrari und Alfa Romeo (Kühlergitter, fließende Karosserielinien, „Hüftschwung“ über den Hinterrädern). Im heutigen Straßenverkehr wirkt er – ähnlich wie viele Roadster der 1950er-Jahre – eher klein und zierlich.
Gegenüberstellung verschiedener zeitgenössischer Roadster und Cabriolets zum Designvergleich:

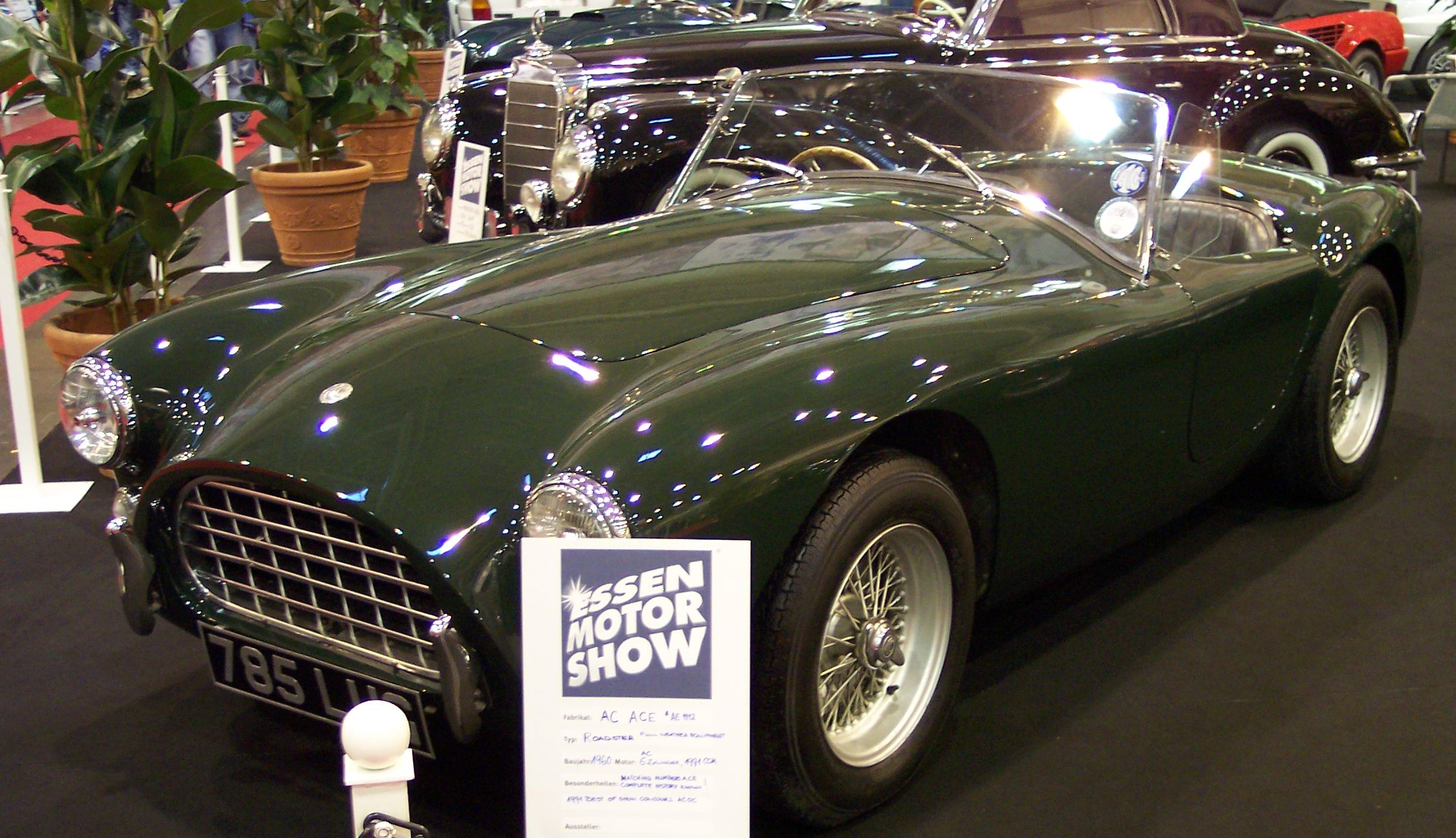
AC Ace – Serie ab 1953, 2,0-l-Reihensechszylinder
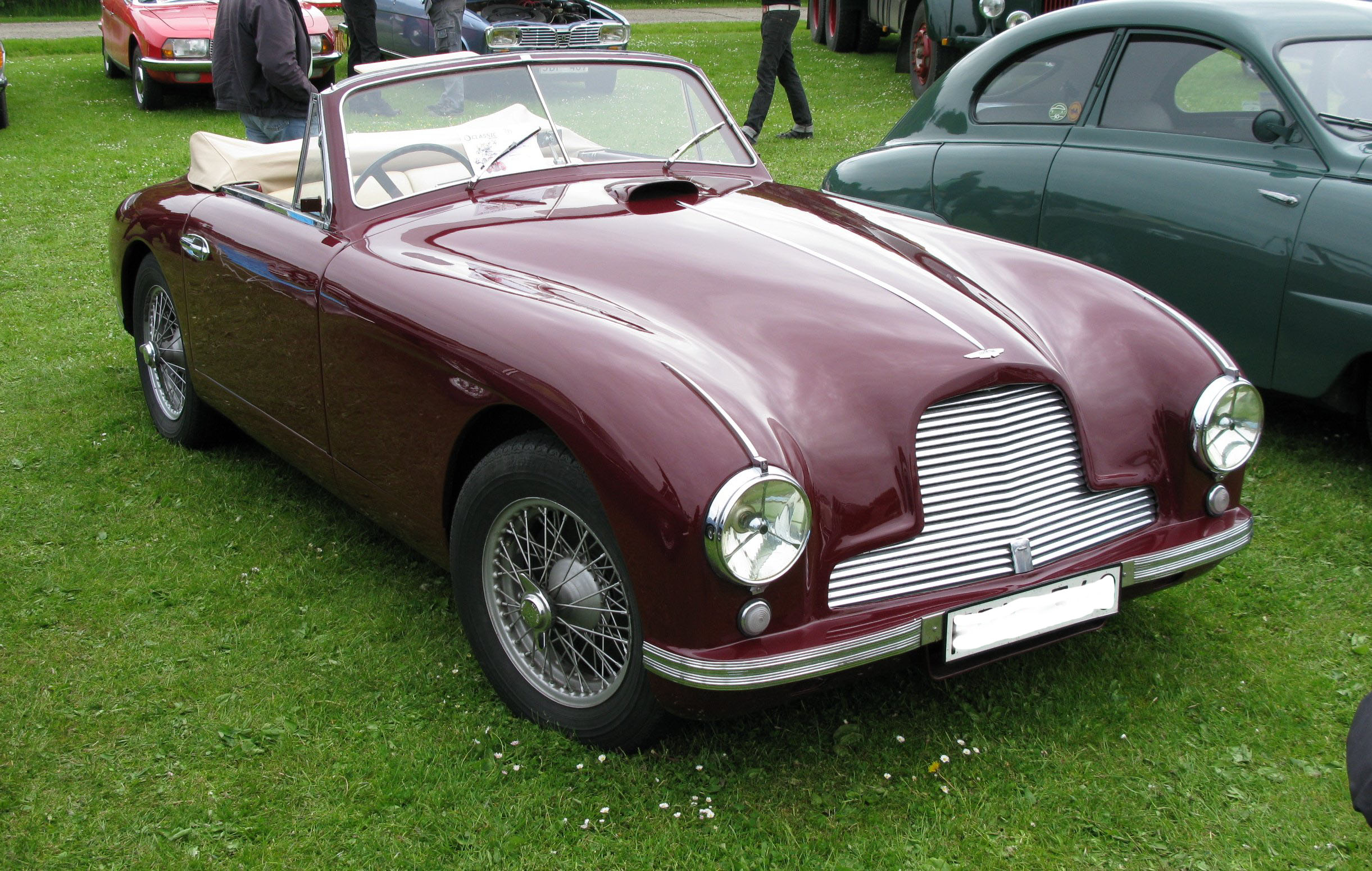
Aston Martin DB2 Cabriolet – Serie ab 1950, 2,6-l-Reihensechszylinder
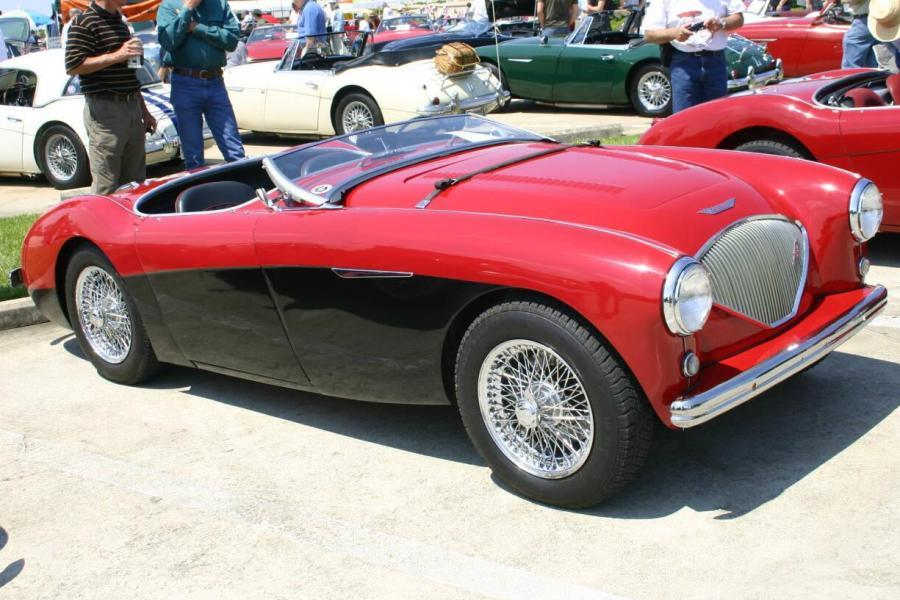
Austin-Healey 100/4 – Serie ab 1953, 2,6-l-Reihenvierzylinder
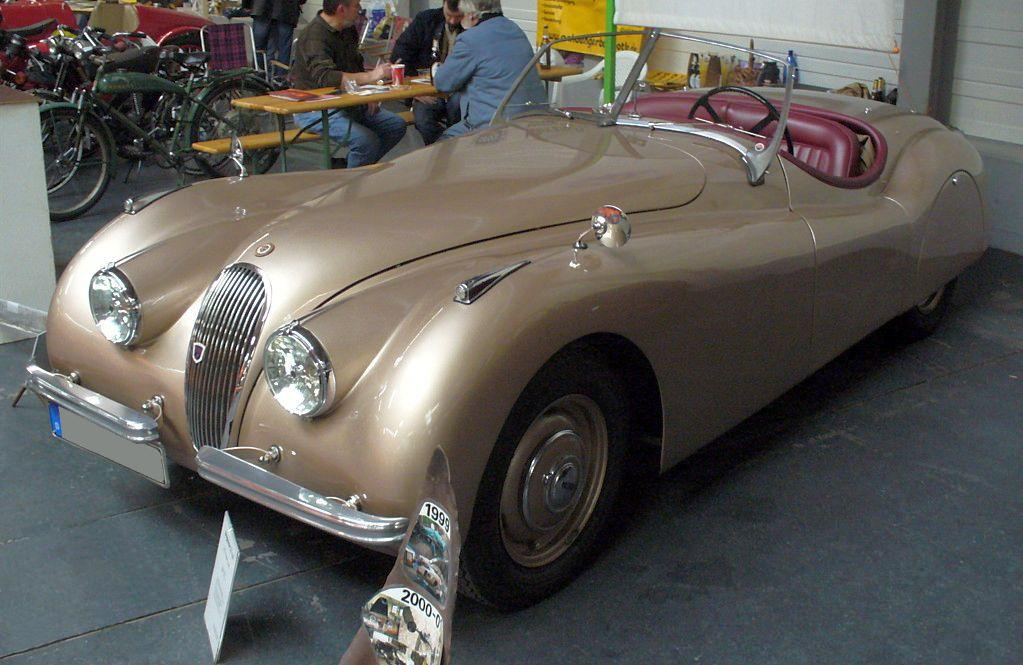
Jaguar XK 120 OTS - Serie ab 1948, 3,4-l-Reihensechszylinder

Mit einer Länge von ursprünglich 3848 Millimeter war der AC Ace 83 Zentimeter kürzer als die Limousine AC 2-Litre und elf Zentimeter kürzer als der Vorkriegs-Ace. Mit einer Breite von 1511 Millimeter unterbot der Ace die beiden vorgenannten Modelle um 19 bzw. einen Zentimeter.
Die Karosserie blieb – mit Ausnahme der Version Ace 2.6 – bis zum Produktionsende unverändert; geringe Detailunterschiede ergaben sich lediglich bei den vorderen Fahrzeugscheinwerfern, den Blinkern und den Rückleuchten. Frühe Serienmodelle haben häufig vordere und hintere, um die Fahrzeugecken herumgezogene Stoßstangen aus zwei durchgehenden, übereinander liegenden verchromten Rohren mit verchromten Stoßstangenhörnern. Spätere Straßenmodelle haben vorne und hinten zumeist nur noch verchromte Stoßstangenhörner, im Rennsport wurde zum Teil auch darauf verzichtet.
Einige frühe Modelle haben eine zusätzliche sichelartige und in Wagenfarbe lackierte Abdeckung im oberen Teil des Kühlergrills (geringerer Kühlluftbedarf; Aerodynamik). Vereinzelte frühe Modelle zeigen eine zweiteilige Windschutzscheibe aus separat eingefassten, in der Fahrzeugmitte angewinkelten planen Scheiben, während ansonsten stets eine durchgehende, leicht gewölbte Frontscheibe verwendet wurde.
Zeitgenössische Modifikationen für den Rennsport waren die Kürzung der Frontscheibe, deren Austausch gegen eine kleine umlaufende Scheibe bzw. eine solche nur vor dem Fahrer oder deren völlige Demontage (Gewicht, Aerodynamik, nach dem Reglement für Sportwagen nur in den USA und bei Langstreckenrennen wie Le Mans zulässig). Weitere gebräuchliche Modifikationen waren leichte Kotflügelverbreiterungen vorne, zum Teil auch hinten, seitliche Entlüftungsöffnungen an den vorderen Kotflügeln entsprechend den späteren Cobras und kleine Lufthutzen sowie Entlüftungsöffnungen auf der Motorhaube.
Der Innenraum galt – trotz des weit nach hinten gerückten Frontmotors – als ausreichend groß. In der Regel weist er zwei sportlich-komfortable, mit Leder bezogene Einzelsitze auf; einzelne frühe Fahrzeuge erhielten auf Kundenwunsch eine durchgehende zwei- bis dreisitzige Sitzbank. Typisches Ausstattungsmerkmal war ein Lenkrad im klassischen AC-Design, wie es schon vor dem Zweiten Weltkrieg verwendet wurde (Stahlkranz mit drei sternförmigen, breiten Doppelspeichen mit einem aufgenieteten, polierten Holzkranz; dasselbe Modell wurde auch noch bei den ersten AC Cobra verwendet, ehe es dort durch eine kräftiger dimensionierte Ausführung mit T-förmigen Doppelspeichen und tiefer liegender Lenkradnabe ersetzt wurde). Das Armaturenbrett war äußerst umfangreich bestückt (zwei große Rundinstrumente rechts und links oberhalb der Lenksäule; bis zu sechs kleine runde Zusatzinstrumente in Richtung Armaturenbrettmitte, angeordnet in Form eines auf der Spitze stehenden Dreiecks bei der Ausführung mit sechs Zusatzinstrumenten).
Geschützt wurde der Innenraum bei Regen zumeist nur durch eine knöpfbare Tonneau-Abdeckung (Innenraum-Plane, eine Art Persenning), die sich für Fahrer und Beifahrer separat öffnen ließ; alternativ konnte ein leichtes Stoffverdeck nebst Stangen im Kofferraum mitgeführt werden und bei Bedarf mit Steckverbindungen und Druckknöpfen befestigt werden. Dessen Aufbau gilt gemeinhin als sehr umständlich und zeitaufwändig; zudem beeinträchtigt es die Rundumsicht. Von Carroll Shelby heißt es, dass er bei der entsprechenden AC Cobra zumeist einen Nachbarn gebeten habe, für ihn das Verdeck aufzubauen.

### Motor und Getriebe
Die Motor-Getriebeeinheit des AC Ace ist als Frontmotor eingebaut, jedoch weit hinter der Vorderachse; der Antrieb lief über eine Kardanwelle, ein Differentialgetriebe und Gelenkwellen auf die Hinterräder. Hierdurch ergibt sich eine ausgewogene Gewichtsverteilung auf Vorder- und Hinterachse mit gutmütigem Fahrverhalten. Die Einbaulage des Motors ergab sich zudem als Folge der vorderen Einzelradaufhängung: Durch die Aufhängung an einem unteren Dreieckslenker und einer oberen Querblattfeder konnte der Motor aus Platzgründen nicht über der Vorderachse eingebaut werden.

#### Einzelheiten zum AC-Motor

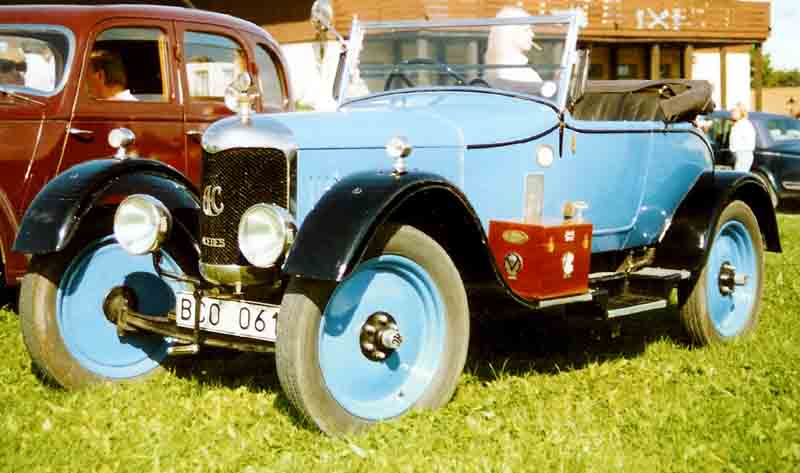
AC Royal von 1924, der bereits mit dem vom Firmengründer John Weller entworfenen 2,0-l-Sechszylinder-Reihenmotor geliefert werden konnte

Bei Produktionsbeginn leistete der hauseigene wassergekühlte und mit drei SU-Gleichdruckvergasern versehene Zweiliter-Sechszylinder-Reihenmotor in der Serienversion 85 bhp / 86 PS / 63 kW bei 4500/min. 1955 konnte die Leistung durch Erhöhung der Verdichtung von 7,5:1 auf 8,0:1 auf 90 bhp / 91 PS / 67 kW bei weiterhin 4500/min angehoben werden. In der letzten Version erreichte der AC-Motor ab 1958 mit einer auf 9,0:1 angehobenen Verdichtung 102,5 bhp / 104 PS / 76 kW bei nunmehr 5000/min.
Der Motorblock bestand aus Leichtmetallguss, der Zylinderkopf hingegen aus Grauguss; der Motor hatte nasse Laufbuchsen, eine fünffach gelagerten Kurbelwelle und eine kettengetriebene obenliegende Nockenwelle (OHC-Ventilsteuerung), die die zwei Ventile pro Zylinder betätigte. Der AC-Motor war zunächst mit einem handgeschalteten Vierganggetriebe von Moss kombiniert; später erhielt er ein von AC selbst konzipiertes Viergang-Schaltgetriebe mit selbst hergestelltem Getriebegehäuse und den Getriebewellen und Schaltstangen des Triumph TR3A.
In einem zeitgenössischen Test übertraf der AC Ace die imageträchtige Grenze von 100 Meilen pro Stunde mit einer Höchstgeschwindigkeit von 103 mph (166 km/h); die Viertelmeile durchfuhr er in 18 Sekunden, für die Beschleunigung von Null auf sechzig Meilen pro Stunde (97 km/h) benötigte er 11,4 Sekunden, womit der Ace zu den schnellsten Fahrzeugen seiner Hubraum- und Leistungsklasse zählte.
Das Motorkonzept geht zurück auf eine Entwicklung des Firmengründers John Weller aus dem Ersten Weltkrieg, die er 1919 erstmals präsentierte. AC produzierte den Motor seit 1922 in Serie und baute ihn in unterschiedlichen Spezifikationen in alle Sechszylindermodelle ein (anfänglich mit 35 hp (26 kW)). Durch Verwendung von drei SU-Vergasern und Erhöhung der Verdichtung war die Leistung schon 1930 auf 67 hp (49 kW) bei 3500/min, 1936 dann auf bis zu 81 hp (60 kW) bei 4500/min erhöht worden, mit Kompressoraufladung auf 91 HP (67 kW).
Motor und Getriebe gelten in Serienausführung als sehr zuverlässig, der Motor in Verbindung mit dem geringen Fahrzeuggewicht als durchzugsstark. Dennoch bleiben die Fahrleistungen des AC Ace mit hauseigenem Motor hinter denen des AC Ace Bristol zurück, weshalb sich Ersterer ab 1956 nur noch in geringen Stückzahlen an ausgesprochene Markenliebhaber mit geringeren sportlichen Ambitionen verkaufen ließ. In elf Produktionsjahren entstanden lediglich 226 Ace mit AC-eigenem Motor.
Fahrzeuge, die im Original mit einem AC-Motor bestückt waren, sind an ihrer Fahrgestellnummer von AE…01 an aufwärts erkennbar (AEX für linksgelenkte Versionen).

#### Einzelheiten zum Bristol-Motor

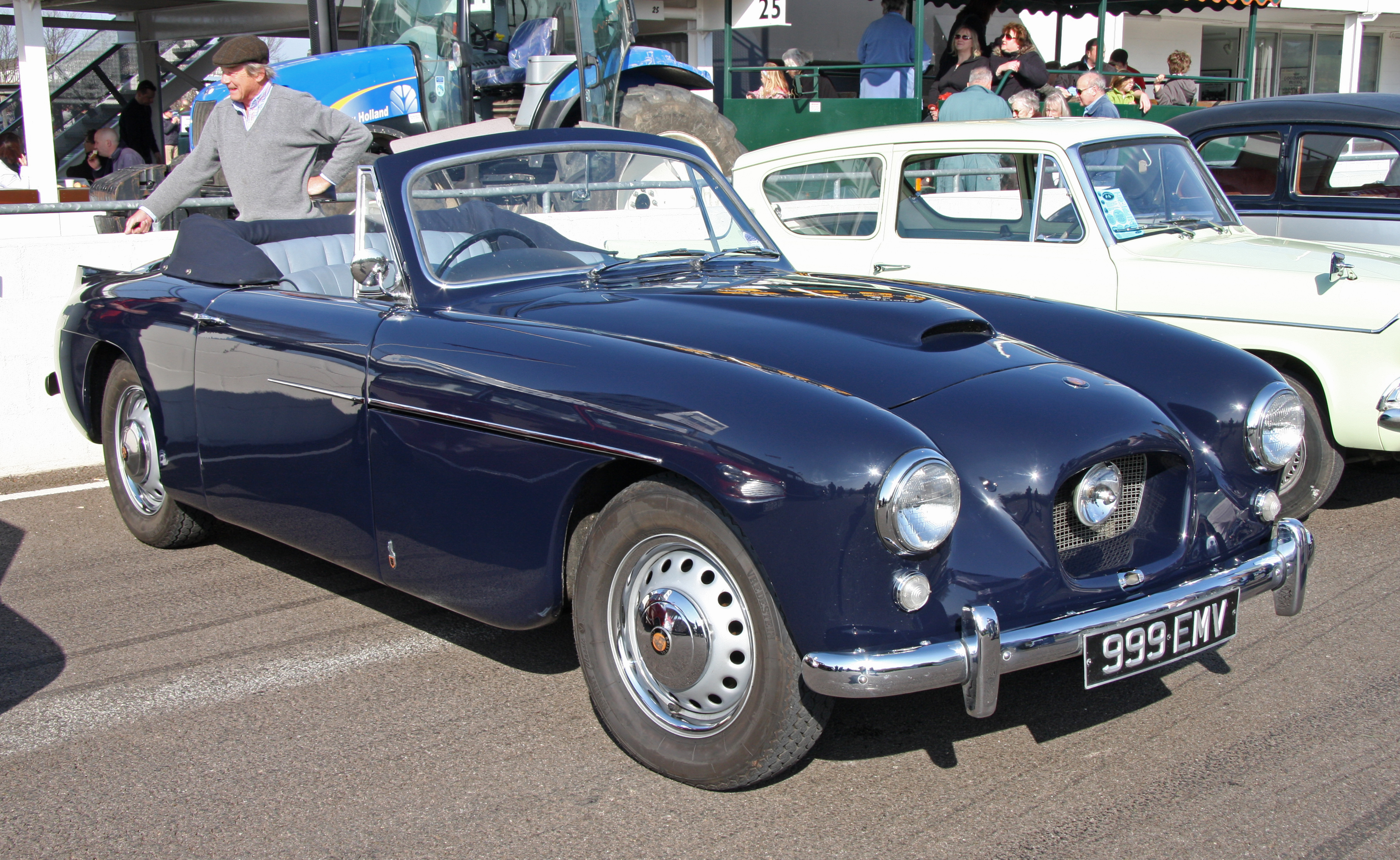
Bristol 405, hier als Drophead-Coupé – von ihm stammt der Motor Type 100B des AC Ace Bristol

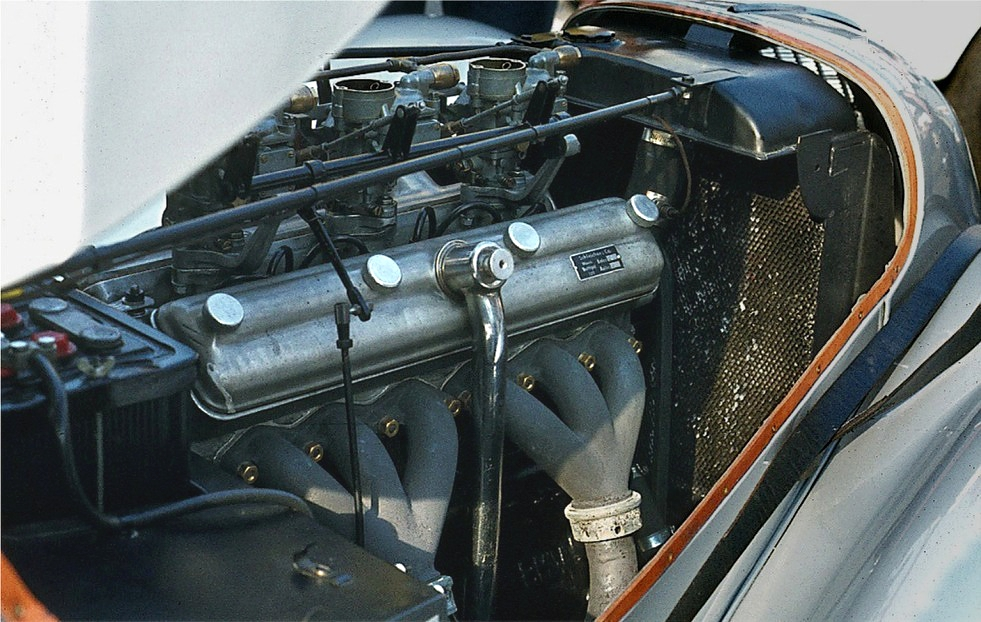
Motor des Vorkriegs-BMW 328, den Bristol nach dem Zweiten Weltkrieg kontinuierlich bis 1961 weiterentwickelte. Gut sichtbar: die Abdeckung der durch Stoßstangen betätigten Kipphebel, die den Eindruck eines dohc-Motors erwecken können

Ab 1956 stand AC-Käufern im Ace neben dem hauseigenen 2,0-l-Sechszylinder-Reihenmotor alternativ der 2,0-l-Reihen-Sechszylinder der Bristol Cars Ltd. zu Wahl. Erhältlich war der Motor
- Type 100B mit 105 bhp / 106 PS / 78 kW bei 5000/min und einer Verdichtung von 8,5:1 sowie der
- Type 100D mit 128 bhp / 130 PS / 95 kW bei 5750/min und einer Verdichtung von 9,0:1.[20]

Ersterer wurde von Bristol bereits im Modell 404 und 405 Drophead Coupé angeboten; Letzterer war eine Exklusivfertigung für AC: Er basierte auf dem von Bristol ab Werk leistungsgesteigerten Type 100C, wie er auf Wunsch im Bristol 404 eingesetzt wurde und dessen Mehrleistung auf einer erhöhten Verdichtung sowie schärferen Steuerzeiten der Ventile beruhte; für AC verwendete Bristol zusätzlich veränderte Solexvergaser mit Beschleunigungspumpe sowie eine anders gelagerte Kurbelwelle. Wegen seiner hohen Leistung und guten Zuverlässigkeit ist Letzterer – vor allem auch wegen seiner Eignung für den Rennsport – eine äußerst gesuchte, aber auch sehr seltene Variante.
Zum Teil werden die Bristol-motorisierten AC Ace kurz als AC Bristol bezeichnet, was jedoch nicht der offiziellen Firmenbezeichnung entspricht.
In mancher Hinsicht war der Bristol-Motor rückständig gegenüber dem AC-Triebwerk, so dem Grauguss-Motorblock anstelle eines solchen aus Leichtmetallguss oder der seitlichen Nockenwelle (OHV-Ventilsteuerung) anstelle der obenliegenden. Umgekehrt wies der Bristol-Motor mehrere Vorteile auf, so den Zylinderkopf aus Leichtmetallguss statt Grauguss sowie ein weniger langhubiges Verhältnis von Zylinderbohrung zum Zylinderhub für eine bessere Drehfreude. Größter Vorteil des Bristol-Triebwerks waren seine V-förmig hängenden Ventile, die einen besseren Einlass für das Benzin-Luft-Gemisch der Vergaser, eine günstigere Form der Brennräume und damit eine bessere Leistungsausbeute ergaben.
Obwohl die Bristol-Motoren eine seitliche Nockenwelle haben, erinnern sie äußerlich an solche mit doppelten obenliegenden Nockenwellen (DOHC-Steuerung); tatsächlich handelt es sich nur um die Abdeckungen der speziellen Stoßstangen und Kipphebel, wie sie durch die V-förmig hängenden Ventile bedingt sind. Zusammen mit dem Bristol-Motor wurde auch das mit dem Motor zur Einheit verblockte Bristol-Viergangschaltgetriebe verwendet, auf Wunsch mit Overdrive.
Spätere Exemplare des Ace Bristol erreichten in Tests eine Höchstgeschwindigkeit von 187 km/h und absolvierten die Viertelmeile in 16,8 Sekunden. Für die Beschleunigung von Null auf 60 Meilen pro Stunde (97 km/h) benötigten sie 9,0 Sekunden.
Mit 466 Exemplaren in acht Jahren verkaufte sich der AC Ace Bristol besser als die übrigen Ace-Varianten.
Fahrzeuge, die im Original mit einem Bristol-Motor bestückt waren, sind an ihrer Fahrgestellnummer BE… für rechtsgelenkte und BEX… für linksgelenkte Versionen erkennbar. Äußerlich können die original AC- und Bristol-motorisierten Fahrzeuge an den unterschiedlichen Emblemen auf der Motor- sowie der Kofferraumhaube unterschieden werden: AC-motorisierte tragen nur das klassische geschwungene AC-Logo, Bristol-motorisierte besitzen ein rundes AC-Logo, an das im unteren Viertel in einem gesonderten gebogenen Feld der Schriftzug Bristol angefügt ist.

#### Einzelheiten zum Ford-Motor

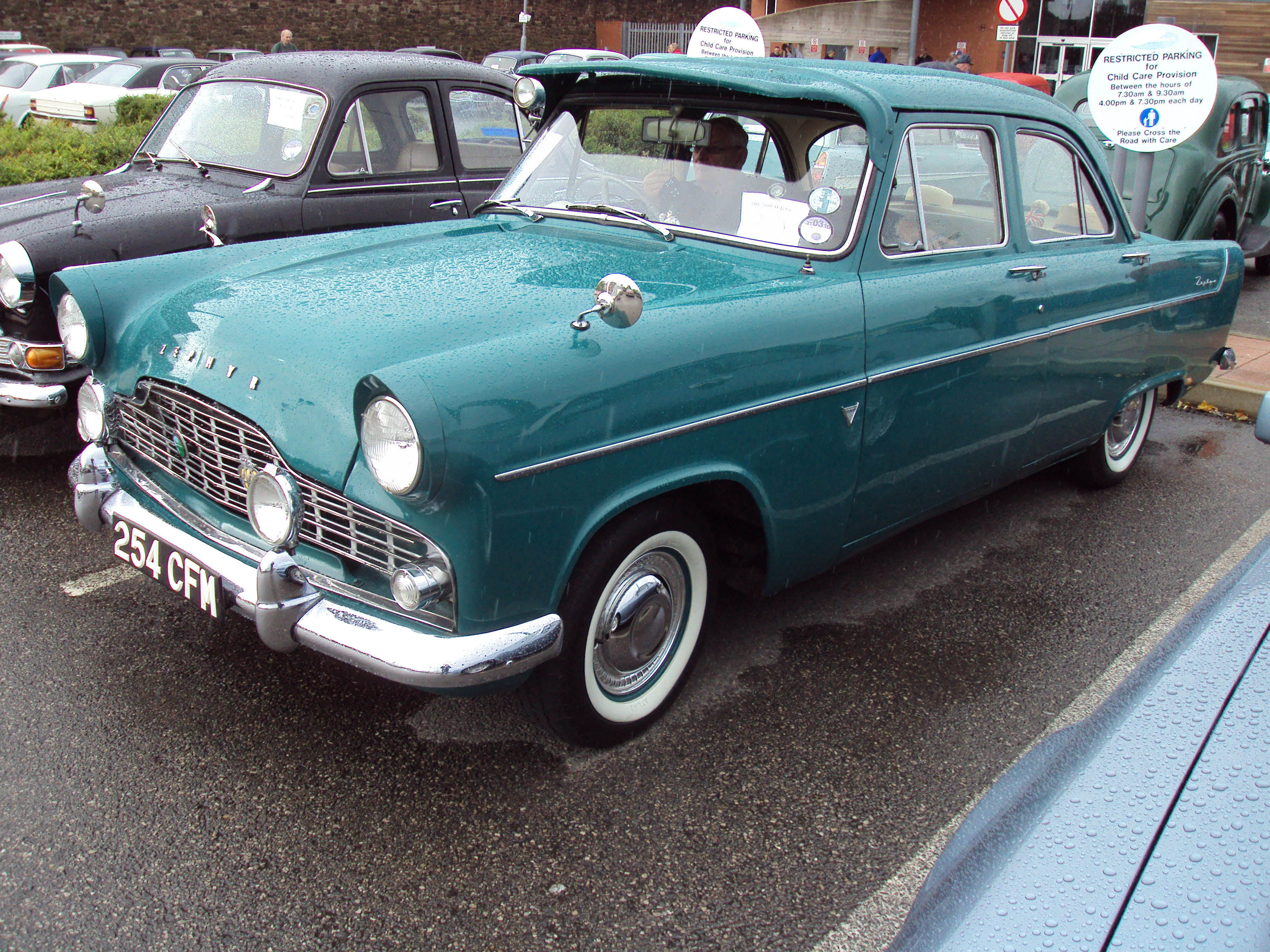
Ford Zephyr Mk. II (1956–1961) – von ihm stammt der 2,6-l-Motor des AC Ace 2.6, nach seinem Tuner auch Ruddspeed Ace genannt

Der 2,6-l-Sechszylinder-Reihenmotor entstammt der englischen Ford-Motorenproduktion, wo er von 1956 bis 1961 in den Limousinen-Modellen Zephyr Mk. II und Zodiac Mk. II eingebaut wurde; in deutschen Ford-Modellen wurde er nicht verwendet. Er war mit Motorblock und Zylinderkopf aus Grauguss konservativ gestaltet, durch seine vergleichsweise kurzhubige Auslegung gleichwohl nur wenig schwerer als die Motoren von AC oder Bristol. Durch den größeren Hubraum bot er ein deutlich stärkeres Drehmoment und damit mehr Durchzugskraft bei mittleren Drehzahlen.
Der Rennfahrer und Fahrzeughändler Ken Rudd bot dieses Triebwerk über seine Firma Ruddspeed in fünf verschiedenen Leistungsstufen an. Zeitgenössische Tester attestierten den Ruddspeed-Motoren unabhängig vom Tuninggrad einen runderen und kultivierteren Motorlauf als bei unbearbeiteten Ford-Motoren. Auf Anregung von Ken Rudd ließen die Hurlock-Brüder 1961 einen leistungsgesteigerten Ruddspeed-Motor in einen ursprünglich AC-motorisierten Ace einbauen. Die Leistung war so überzeugend, dass AC diese Version 1961 auf der British International Motor Show in London vorstellte und in ihr reguläres Lieferprogramm aufnahm. Da der Motor flacher als die AC- und Bristol-Triebwerke war, nutzte AC zugleich die Möglichkeit, das Karosseriedesign im Frontbereich zu modernisieren (flachere, längere Motorhaube, kleinerer und flacherer vorderer Lufteinlass). Um den größeren Hubraum in der Außendarstellung zu betonen, erhielten diese Fahrzeuge die Bezeichnung AC Ace 2.6; verbreitet, jedoch nicht offiziell ist auch die Bezeichnung Ruddspeed Ace, zuweilen auch AC Ace RS, AC Ace Ford oder AC Ace Zephyr.
Die Tuningstufen umfassten folgende Schritte, wobei die Verdichtung jeweils auf 9,5:1 angehoben wurde:
- Stage 1: geänderter Ford-Zylinderkopf mit geweiteten und polierten Ein- und Auslasskanälen, größeren Einlass- und Auslassventilen, drei Ansaugkrümmern mit drei SU-Vergasern (100 bhp / 101 PS / 75 kW)
- Stage 2: zusätzlich leichtere Kolben (125 bhp / 127 PS / 93 kW)
- Stage 3: neuer Zylinderkopf aus Leichtmetallguss mit sechs separaten Kanälen, nochmals erleichterten Kolben, leichteren Stoßstangen und drei SU-Vergasern (150 bhp / 152 PS / 112 kW)
- Stage 4: wie Stage 3, jedoch mit drei Weber-Doppelvergasern (170 bhp / 172 PS / 127 kW)[36]

Zeitgenössische Testberichte attestierten dem Ace 2.6 in der höchsten Tuningstufe eine Höchstgeschwindigkeit von 217 km/h und eine Zeit von 16,3 Sekunden für die traditionelle Viertelmeile mit stehendem Start. Für die Beschleunigung von Null auf 60 Meilen pro Stunde (97 km/h) benötigte das Fahrzeug lediglich 6,0 Sekunden und gehörte damit zu den spurtstärksten Serienfahrzeugen seiner Zeit.
Der umgebaute Rudspeed-Prototyp erhielt die neue Fahrgestellnummer RS5000, die folgenden AC Ace 2.6 wurden entsprechend durchnummeriert, wobei die linksgelenkten Versionen mit dem Präfix RSX… gekennzeichnet wurden. Zwar war der Ausgangsmotor vergleichsweise kostengünstig, hingegen waren die Tuningmaßnahmen arbeits- und kostenaufwändig, so dass der AC Ace 2.6 teurer als ein Jaguar E-Type verkauft wurde. So entstanden außer dem Prototyp bis 1963 in zwei Jahren lediglich 36 Fahrzeuge in dieser Version.
Der Ace 2.6 ist damit zusammen mit dem AC 289 Sports (technisch eine Cobra 427 / Cobra Mk. III mit 4,7-l-Ford-V8-Motor, die AC nach der Beendigung der Zusammenarbeit mit Carroll Shelby in 27 Exemplaren fertigte) und dem Luxusmodell AC 428 Convertible (29 Exemplare) eines der seltensten Serienfahrzeuge von AC überhaupt.

### Datenblatt
| AC                               | Ace (1953–64)                                                                                      | Ace Bristol (1956–64)                                                                              | Ace 2.6 (1961–63) |
| -------------------------------- | -------------------------------------------------------------------------------------------------- | -------------------------------------------------------------------------------------------------- | --- |
| Motor:                           | 6-Zylinder-Reihe (Viertakt)                                                                        | 6-Zylinder-Reihe (Viertakt)                                                                        | 6-Zylinder-Reihe (Viertakt) |
| Motorenhersteller/-typ:          | AC                                                                                                 | Bristol Type 100B / 100D                                                                           | Ford (Rudspeed) |
| Hubraum:                         | 1991 cm³                                                                                           | 1971 cm³                                                                                           | 2553 cm³ |
| Bohrung × Hub:                   | 65,0 × 100,0 mm                                                                                    | 66,0 × 96,0 mm                                                                                     | 82,55 × 79,5 mm |
| Höchstleistung bei 1/min         | 85 bhp / 86 PS / 63 kW bei 4500 90 bhp / 91 PS / 67 kW bei 4500 102 bhp / 103 PS / 76 kW bei 5000  | 105 bhp / 106 PS / 78 kW bei 5000 (Type 100B) 128 bhp / 130 PS / 95 kW bei 5750 (Type 100D)        | 90 bhp / 91 PS / 67 kW bei 4500 100 bhp / 101 PS / 75 kW (Stage 1) 125 bhp / 127 PS / 93 kW (Stage 2) 150 bhp / 152 PS / 112 kW (Stage 3) 170 bhp / 172 PS / 127 kW (Stage 4) |
| Max. Drehmoment bei 1/min        | 149,0 Nm bei 2500/min (85 bhp) 149,0 Nm bei 2500/min (90 bhp) 163,0 Nm bei 3000/min (102 bhp)      | 142,0 Nm bei 3750/min (Type 100B) 167,0 Nm bei 4500/min (Type 100D)                                | 180,0 Nm bei 2000/min (Stage 1) 209,0 Nm bei 3000/min (Stage 4) |
| Gemischaufbereitung:             | Fallstromvergaser                                                                                  | Fallstromvergaser                                                                                  | Fallstromvergaser |
| Gemischaufbereitung:             | 3 SU-Vergaser                                                                                      | 3 Solex                                                                                            | Zenith (Basis) 3 SU-Vergaser (Stage 1–3) 3 Weber-Vergaser (Stage 4) |
| Ventilsteuerung:                 | obenliegende Nockenwelle, kettengetrieben                                                          | seitliche, durch Duplexkette angetriebene Nockenwelle, Stoßstangen und Kipphebel                   | seitliche, durch Stirnräder angetriebene Nockenwelle, Stoßstangen und Kipphebel                                                                                               |
| Kühlung:                         | Wasserkühlung                                                                                      | Wasserkühlung                                                                                      | Wasserkühlung |
| Getriebe:                        | 4-Gang-Getriebe, Mittelschaltung (ab 1956 auf Wunsch mit Overdrive)                                | 4-Gang-Getriebe, Mittelschaltung (ab 1956 auf Wunsch mit Overdrive)                                | 4-Gang-Getriebe, Mittelschaltung (ab 1956 auf Wunsch mit Overdrive) |
| Radaufhängung vorn:              | Doppelquerlenker: untere Dreieckslenker, obere Querblattfeder                                      | Doppelquerlenker: untere Dreieckslenker, obere Querblattfeder                                      | Doppelquerlenker: untere Dreieckslenker, obere Querblattfeder |
| Radaufhängung hinten:            | Doppelquerlenker: untere Dreieckslenker, obere Querblattfeder                                      | Doppelquerlenker: untere Dreieckslenker, obere Querblattfeder                                      | Doppelquerlenker: untere Dreieckslenker, obere Querblattfeder |
| Bremsen:                         | Trommelbremsen rundum (ab 1957 auf Wunsch: Scheibenbremsen vorne, ab ca. 1958/59 Serie)            | Trommelbremsen rundum (ab 1957 auf Wunsch: Scheibenbremsen vorne, ab ca. 1958/59 Serie)            | Trommelbremsen rundum (ab 1957 auf Wunsch: Scheibenbremsen vorne, ab ca. 1958/59 Serie)                                                                                       |
| Chassis:                         | Kastenrahmen aus Stahlrohren mit rundem Querschnitt, mit den Versteifungen des Aufbaus verschweißt | Kastenrahmen aus Stahlrohren mit rundem Querschnitt, mit den Versteifungen des Aufbaus verschweißt | Kastenrahmen aus Stahlrohren mit rundem Querschnitt, mit den Versteifungen des Aufbaus verschweißt                                                                            |
| Karosserie:                      | handgeformtes, verschweißtes Aluminiumblech, mit Stahlrohren mit rundem Querschnitt versteift      | handgeformtes, verschweißtes Aluminiumblech, mit Stahlrohren mit rundem Querschnitt versteift      | handgeformtes, verschweißtes Aluminiumblech, mit Stahlrohren mit rundem Querschnitt versteift                                                                                 |
| Spurweite vorn/hinten:           | 1270/1270 mm                                                                                       | 1270/1270 mm                                                                                       | 1270/1270 mm |
| Radstand:                        | 2286 mm                                                                                            | 2286 mm                                                                                            | 2286 mm |
| Länge:                           | 3848 mm                                                                                            | 3848 mm                                                                                            | 3874 mm |
| Leergewicht:                     | 762–780 kg                                                                                         | 762–894 kg                                                                                         | 792–813 kg |
| Höchstgeschwindigkeit:           | 166 km/h (85 bhp) 166 km/h (90 bhp) 167 km/h (102 bhp)                                             | 188 km/h (Type 100B) 190 km/h (Type 100D)                                                          | 217 km/h (Stage 4) |
| 0–60 mph/97 km/h:                | 11,4 Sekunden (85 bhp) 11 Sekunden (90 bhp) x Sekunden (102 bhp)                                   | x Sekunden (Type 100B) 9,1 Sekunden (Type 100D)                                                    | 6,0 Sekunden (Stage 4) |
| Verbrauch (Liter/100 Kilometer): | 11,2 Liter (90 bhp)                                                                                | 13,1 Liter (Type 100D)                                                                             | |

## Sporteinsätze

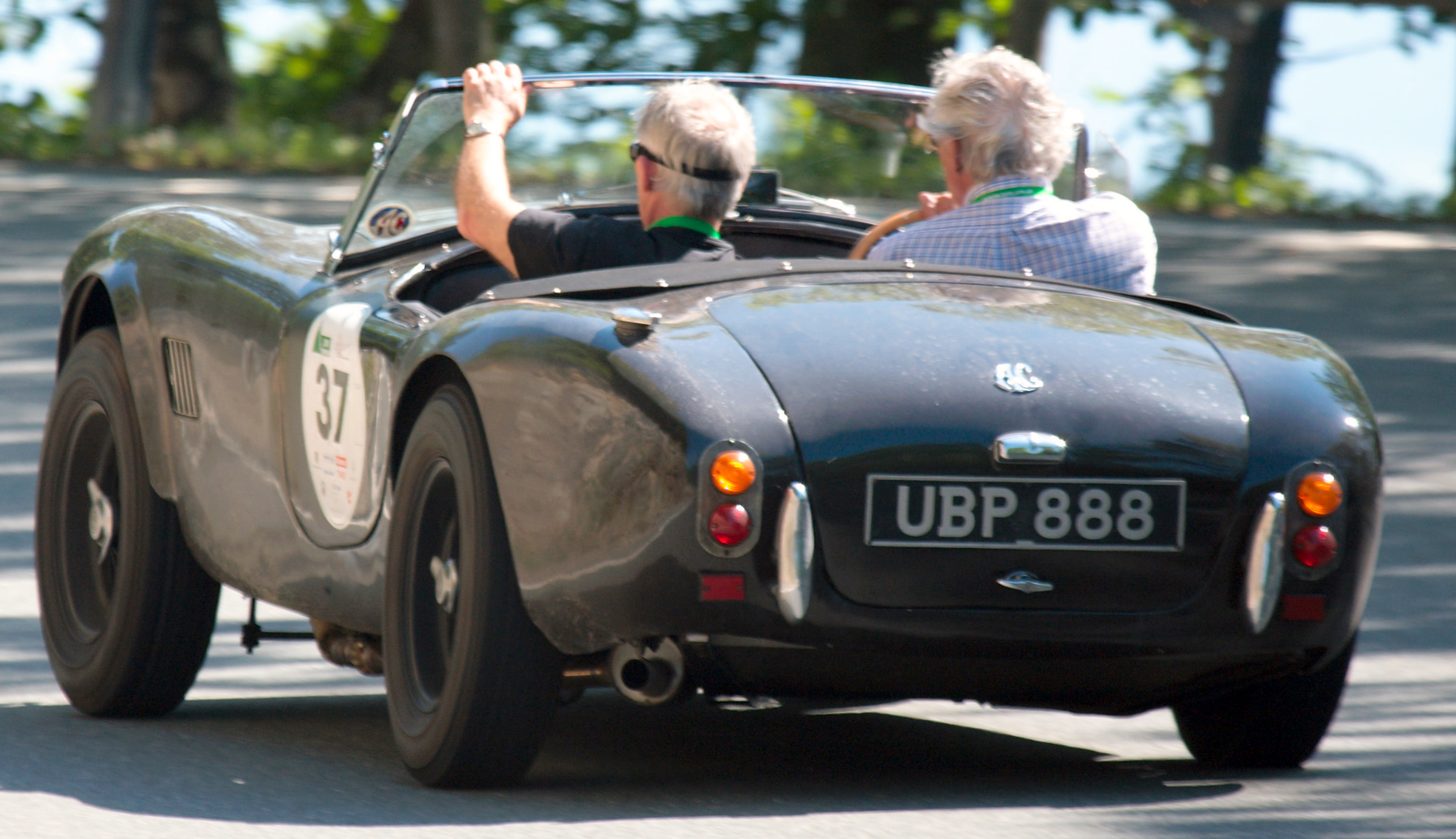
Rennsportmäßig vorbereiteter AC Ace Bristol mit modifizierten Rückleuchten (im Stil der AC Cobra 427) und verbreiterten Kotflügeln bei einer historischen Rallye (Gaisbergrennen 2009)

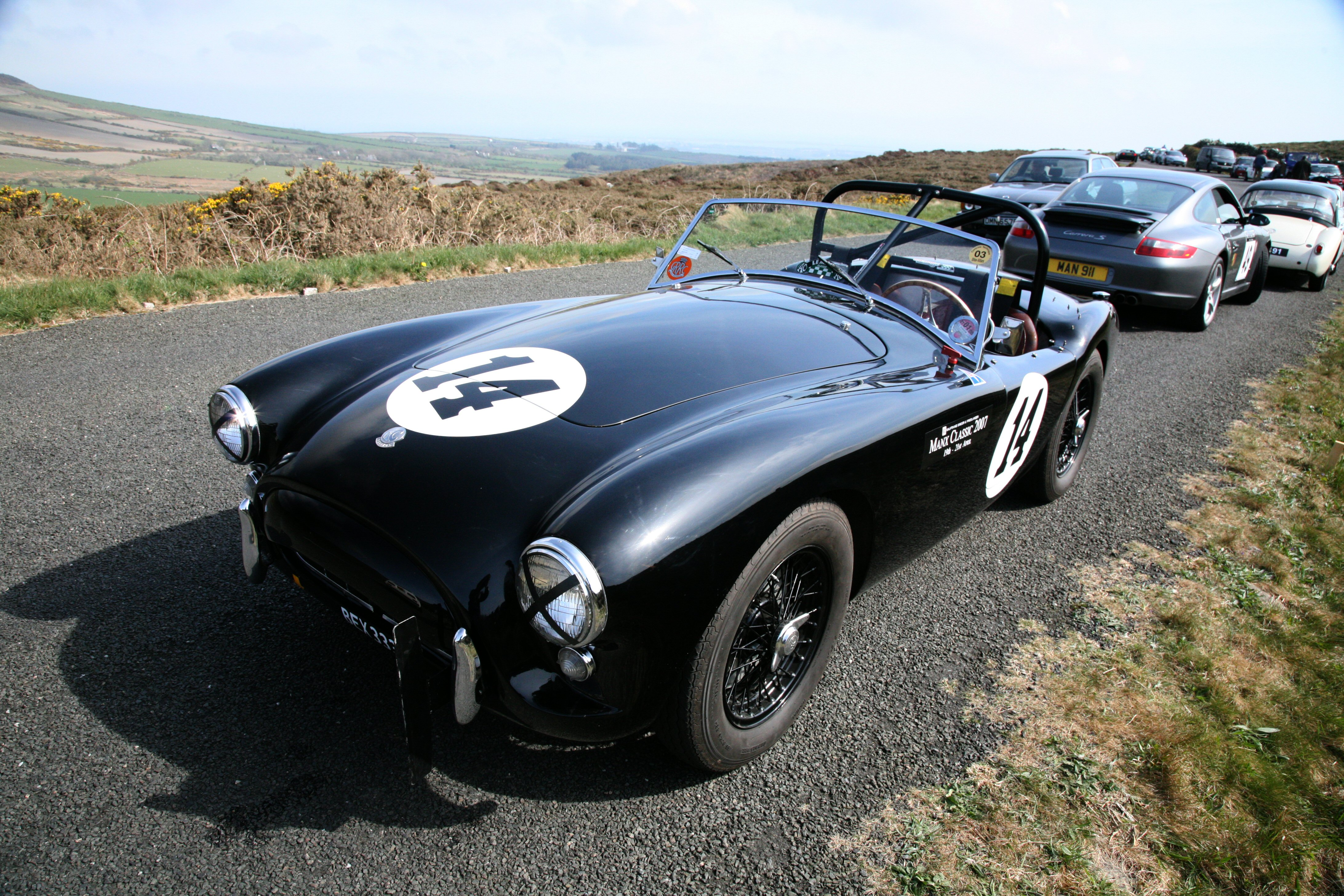
Rennsportmäßig vorbereiteter AC Ace Bristol bei einer historischen Rallye (Isle of Man)

Seit seiner Vorstellung 1953 setzten Privatiers den AC Ace (zum Teil mit Modifikationen an Karosserie, Motor und Fahrwerk) im Vereinigten Königreich, im übrigen Europa und in den Vereinigten Staaten ein. Erste erfolgreiche Teilnahmen mit Podestplätzen sind ab Juni 1954 dokumentiert (zweiter Rang bei dem zur nationalen Meisterschaft zählenden Lauf im englischen Goodwood). Aufgrund der knappen finanziellen Mittel beteiligte sich AC hieran zunächst nur mittelbar, indem sie die von Dritten im Rennsport gesammelten Erfahrungen kontinuierlich in die technische Verbesserung des Ace einfließen ließen. Vom Werk bzw. von William Hurlock persönlich geförderte Renneinsätze blieben bei dem AC Ace mit hauseigenem Motor die Ausnahme, so bei dem Sechs-Stunden-Ausdauerrennen am 9. Juli 1955 in Silverstone oder am 24. September beim Oulton Park International. Zu den frühen Erfolgen zählt der Sieg sowie ein vierter Platz zweier Privatteams im Jahr 1955 bei der Tulpenrallye in den Niederlanden mit zwei serienmäßigen Fahrzeugen in der Kategorie der Produktionssportwagen von 1000 bis 2000 cm³.
Aktiv beteiligte sich AC in größerem Umfang am Rennsport erst ab 1957. So setzte man den Ace Bristol ab 1957 regelmäßig bis 1961 beim 12-Stunden-Rennen von Sebring sowie bis 1959 beim 24-Stunden-Rennen von Le Mans ein (in Form einer Werksunterstützung für Privatteams, zunächst das von Ken Rudd, sowie ab 1958 mit einem eigenen Werksteam).AC hatte erkannt, dass sich Erfolge bei Rennsporteinsätzen – wie schon in der eigenen Firmengeschichte in den 1920er- und 1930er-Jahren erlebt – absatzfördernd auswirkten und hatte inzwischen begrenzte Geldmittel sowie genügend Personal hierzu.
Den Anstoß zu eigenen Renneinsätzen in Le Mans gab der Fahrzeughändler und Rennfahrer Ken Rudd, der AC 1957 überzeugte, einen AC Ace mit Bristol-Motor und fortschrittlichen Girling-Scheibenbremsen bei den 24 Stunden von Le Mans einzusetzen, dem weltweit bekanntesten Langstreckenrennen. Der vom Werk unterstützte Ace des Ken Rudd-Rennteams zeichnete sich durch eine leicht modifizierte, aerodynamisch verbesserte Front sowie eine gekürzte Frontscheibe aus. Gegen namhafte Werksteams von Ferrari, Lotus, Cooper und Porsche kamen die beiden Fahrer Ken Rudd und Peter Bolton mit 281 absolvierten Runden auf den zehnten Gesamtrang sowie den zweiten Platz in der Klasse über 1500 cm³ bis zwei Liter Hubraum (nur geschlagen durch einen privat eingesetzten Ferrari 500TRC).
Der Erfolg war Anlass, dass AC für das Folgejahr 1958 ein eigenes kleines Werksteam mit zwei Fahrzeugen aufstellte und den 1957 verpassten Sieg in der Klasse bis zwei Liter Hubraum anstrebte. AC beauftragte nochmals John Tojeiro, den Schöpfer des Tojeiro-Bristol-Einzelstücks, der zum Vorläufer des AC Ace wurde, ein spezielles Le-Mans-Einzelstück des Ace zu entwerfen; dieses sollte Vorteile bezüglich Gewicht, Fahrwerk und Aerodynamik haben. Tojeiro hatte nach 1953 ähnliche Konzepte beispielsweise mit Jaguar-Technik umgesetzt. So entstand der offene Rennsportwagen AC Ace LM (Le Mans) Prototype; Fahrer waren die Engländer Richard „Dickie“ Stoop und wiederum Peter Bolton. Das zweite Fahrzeug war ein seriennaher Ace Bristol, gesteuert von dem Schweizer Hubert Patthey und dem Belgier Georges Berger. Die beiden Fahrzeuge erreichten das Ziel als Gesamtachter und -neunter mit 257 absolvierten Runden des Prototyps und 255 Runden des seriennahen Ace. In der Klasse über 1500 cm³ bis zwei Liter Hubraum bedeutete dies den zweiten und dritten Rang, allein geschlagen durch einen vom Porsche-Werk eingesetzten Porsche 718 1600 RSK Spyder mit dem Franzosen Jean Behra und dem Deutschen Hans Herrmann als Fahrern. Das Ergebnis des wenig ausgereiften Prototyps war umso erstaunlicher, als während des Rennens das Fahrwerk im Bereich der Aufhängung des Differentialgetriebes an der Hinterachse gebrochen war.
Nach dem Rennen in Le Mans vom Juni 1958 setzte AC den Ace LM Prototype nur noch ein weiteres Mal ein. Mit Werksunterstützung trat das Rudd Racing Team mit den englischen Fahrern Mike Anthony und Ted Whiteaway im September 1958 bei der RAC Tourist Trophy in Goodwood an. Nach Problemen mit der Motorkühlung erreichte das Fahrzeug lediglich den 19. Platz. Durch eine Änderung des Reglements für die Rennsaison 1959 konnte der Ace LM Prototype nicht mehr in der Klasse der seriennahen Sportwagen antreten, sodass AC das Fahrzeug veräußerte.
1959 beschränkte sich AC in Le Mans auf die Werksunterstützung des Ken Rudd Racing Teams. Ein seriennaher Ace Bristol erreichte mit den Fahrern Ted Whiteaway und John Turner nach 273 Runden den seit zwei Jahren angestrebten Klassensieg in der Kategorie der GT-Fahrzeuge bis zwei Liter Hubraum; zugleich belegte er den siebten Gesamtrang und damit das beste Ergebnis, das ein AC Ace je in Le Mans erzielte. Im Gesamtklassement waren lediglich zwei Aston Martin DBR1-Rennsportwagen mit den Gesamtsiegern Carroll Shelby und Roy Salvadori sowie vier Ferrari 250 GT (mit 3,0-l-V12-Motoren) schneller. Allerdings profitierte AC auch von mehreren Unfällen und technischen Ausfällen von Konkurrenten.
Weitere nennenswerte Sporterfolge des AC Ace waren ab 1957 bis 1961 kontinuierliche Gesamtsiege in der amerikanischen SCCA (Sports Car Club of America)-Sportwagenmeisterschaft in seiner jeweiligen Klasse mit teilweise erdrückender Dominanz (trotz zwischenzeitlicher Höherstufungen in die Kategorie der Fahrzeuge bis 2,5 Liter Hubraum). So war der AC Ace 1959 mit 14 Fahrzeugen unter den besten 15 platziert. Ein weiterer Erfolg war der Klassensieg bei dem 12-Stunden-Rennen von Sebring im Jahr 1958; auch verpasste Ken Rudd mit seinem AC Ace die britische Sportwagenmeisterschaft in zwei Anläufen nur knapp. Für den AC Ace sind Rennteilnahmen an zumindest 220 nationalen und internationalen Meisterschaftsläufen zwischen 1954 und 1967 dokumentiert, zumeist in den USA, in Großbritannien, auf den Bahamas (bei der Speed Week in Nassau) und in Frankreich. Auf deutschen Rennstrecken war er selten zu sehen: Insgesamt fünf Privatteams traten in den Jahren 1959 bis 1963 mit einem Ace bei dem 1000-Kilometer-Langstreckenrennen auf dem Nürburgring an, jedoch ohne nennenswerten Erfolg. Mit einer Quote an Zielankünften von insgesamt 88 % gehörte er zu den zuverlässigsten Fahrzeugen seiner Zeit. Trotz zum Teil deutlich leistungsstärkerer Konkurrenz konnte er 28 Gesamtsiege, 28 zweite sowie 37 dritte Plätze im Gesamtklassement verbuchen, ferner 36 Klassensiege.

## Einzelstücke und Sonderversionen

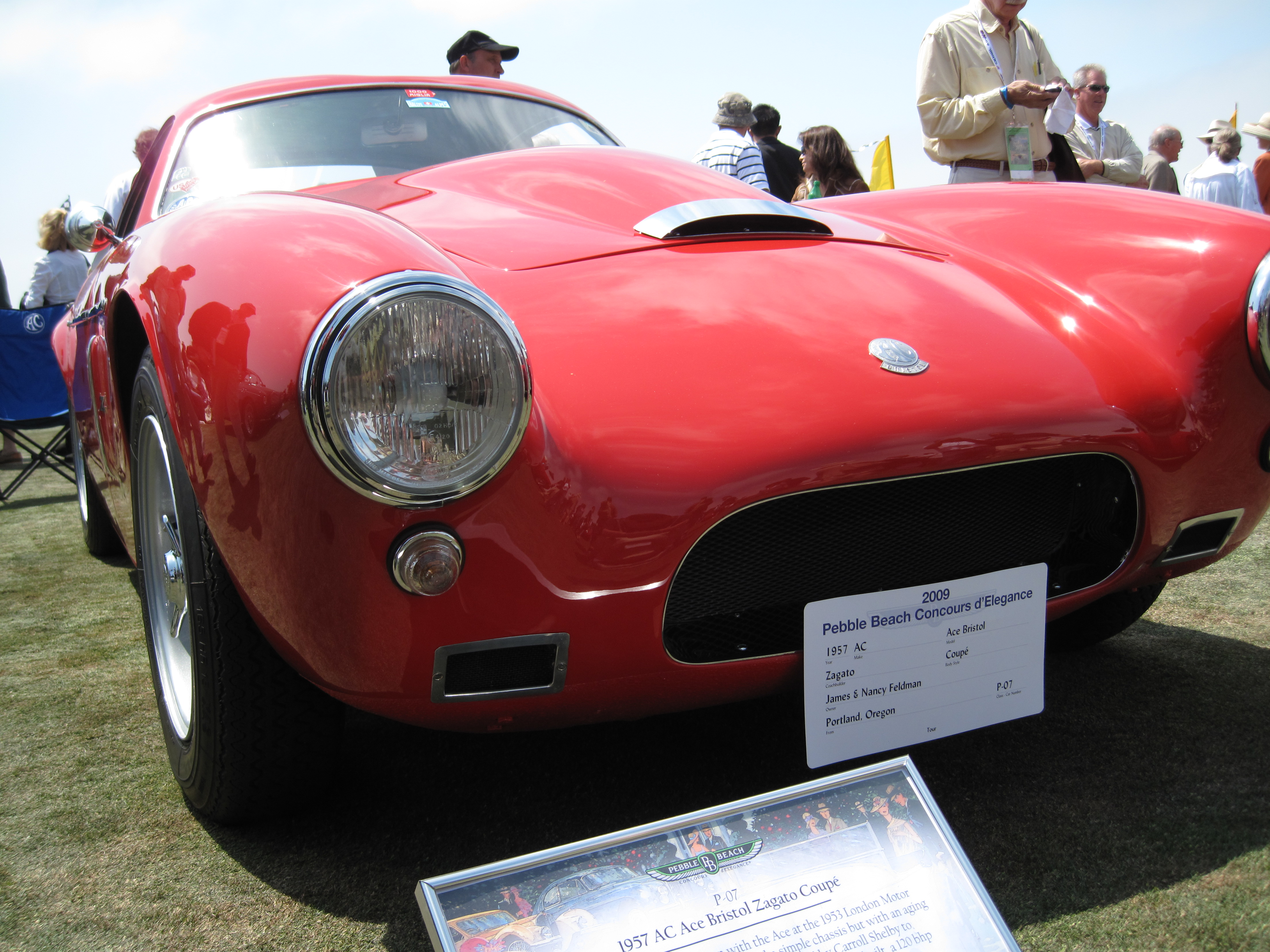
Der AC Ace Bristol Zagato auf dem Concours d’Elegance in Pebble Beach 2009 – Detailaufnahme der Front

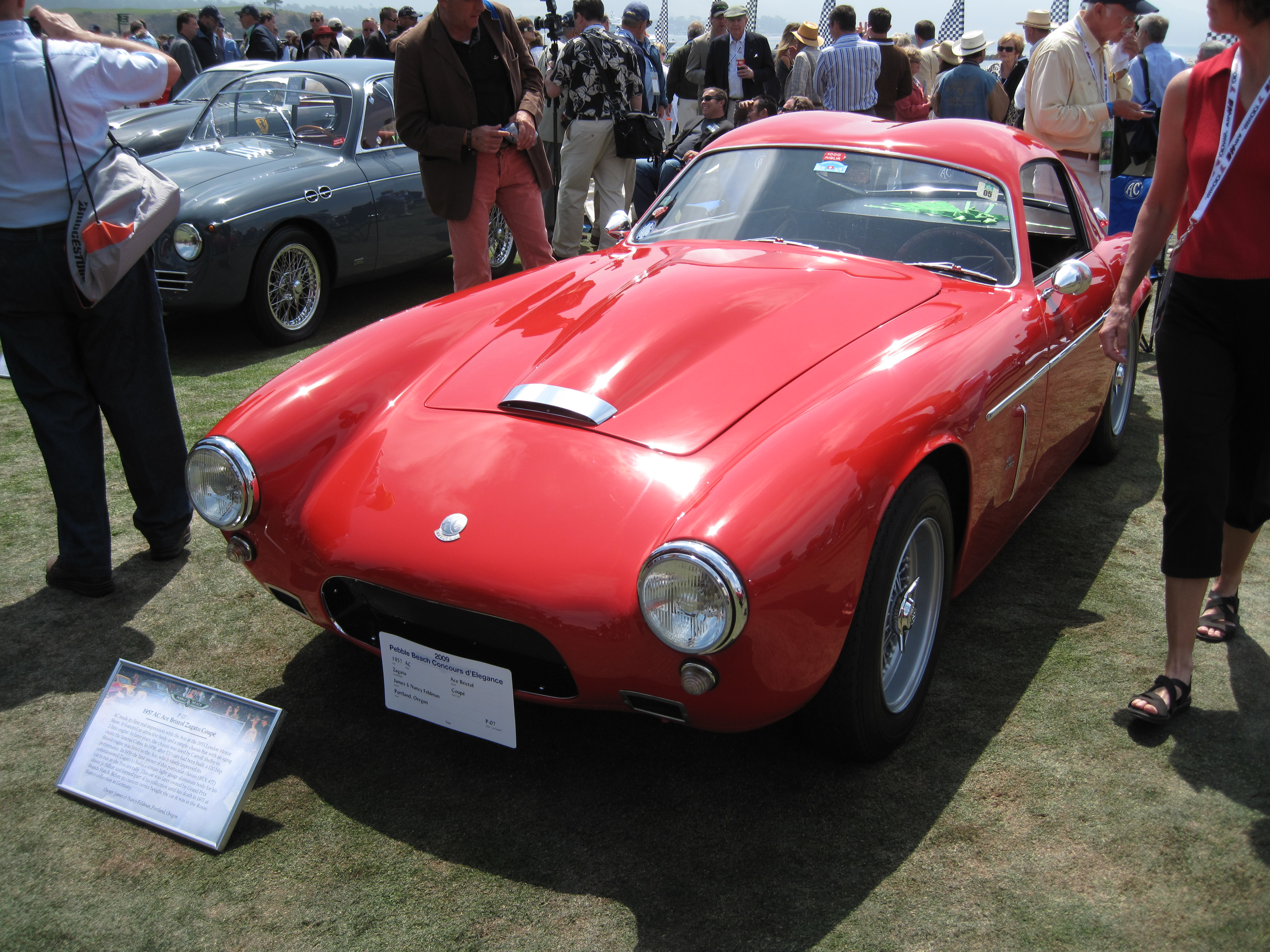
Der AC Ace Bristol Zagato – gut erkennbar: eines der Markenzeichen Zagatos, der „Double Bubble“, zwei Wölbungen auf dem niedrigen Coupédach, um eine ausreichende Kopffreiheit für Fahrer und Beifahrer zu gewährleisten

### AC Ace LM (Le Mans) Prototype
Der AC Ace LM Prototype war ein Einzelstück aus dem Jahr 1958 mit der ungewöhnlichen Fahrgestellnummer LM5000, das John Tojeiro im Auftrag der Brüder Hurlock gezielt für den AC-Werkseinsatz beim 24-Stunden-Rennen von Le Mans und für weitere Langstreckenrennen entworfen und gebaut hatte. Das nur 737 Kilogramm schwere Fahrzeug unterschied sich grundlegend vom Serienmodell: Es hatte einen tragenden leichtgewichtigen Stahlrohr-Gitterrahmen ohne die massive Leiterstruktur, eine neue Vorderachse mit Einzelradaufhängung, diesmal in Form von oberen und unteren Dreieckslenkern mit Schraubenfeder-/Dämpfereinheiten, also ohne obere Querblattfeder, ferner eine neu konstruierte Pendelachse hinten. Die offene Aluminiumkarosserie war deutlich flacher mit größeren Überhängen vorne und hinten und aerodynamisch gerundet mit tiefer heruntergezogener Front und hoch auslaufendem Heck; entworfen hatte sie der Karosseriebauer Cavendish Morton. Die Motor-/Getriebeeinheit, ein getuntes Serienaggregat, stammte vom Bristol Type 100D2/S. Nach Testfahrten auf der Brooklands-Rennstrecke, nur wenige Kilometer vom AC-Werk entfernt, absolvierte der noch nicht ausgereifte Prototyp zwei Einsätze: im Juni 1958 als Werkswagen in Le Mans und im September werksunterstützt für das Rudd Racing Team bei der RAC Tourist Trophy auf dem Goodwood Circuit. Durch Reglementsänderungen konnte der Wagen im Folgejahr in der FIA-Sportwagen-Weltmeisterschaft nicht mehr in der seriennahen Klasse antreten. Die von Bristol gestellte Motor-/Getriebeeinheit ging dorthin zurück, das Rennfahrzeug wurde ohne Antrieb verkauft und später neu aufgebaut; es existiert noch heute als Sammlerstück.

### AC Ace Bristol Zagato
Der AC Ace Bristol Zagato war ein von Zagato entworfenes und gebautes Berlinetta-Einzelstück (Coupé) aus dem Jahr 1958. Konzeptionell ähnelt die Berlinetta dem zweisitzigen Werks-Coupé AC Aceca, baute jedoch auf dem Fahrgestell Nummer BEX 477 eines linksgesteuerten AC Ace Bristol auf. Die Idee entstand auf dem Genfer Auto-Salon 1957 bei einer Besprechung zwischen Hubert Patthey, dem damaligen AC- und Aston Martin-Importeur für die Schweiz und selbst im Rennsport aktiv, und Elio Zagato. Das Ursprungsfahrzeug aus dem Jahr 1957 wurde 1958 an die Schweizer Firma Pattheys ausgeliefert; dieser beauftragte die Carrozzeria Zagato, für das Fahrzeug eine einzelne, individuelle Sonderkarosserie anzufertigen, um dieses bei lokalen Rennen und der Pescara-Rallye einzusetzen. Zagato entwarf und baute eine für ihn charakteristische Coupé-Karosserie aus dünnwandigem Aluminiumblech mit Zagatos Markenzeichen, dem „Double Bubble“, ein festes Dach mit zwei Wölbungen über dem Fahrer- und Beifahrersitz, um bei niedriger Bauhöhe eine ausreichende Kopffreiheit zu gewährleisten. Pattey verkaufte das fertige Fahrzeug an einen in der Schweiz lebenden Engländer, der mit ihm verschiedene Bergrennen nahe dem Genfersee bestritt; später erwarb der Rennfahrer Jo Siffert das Einzelstück, der es bei verschiedenen Rennveranstaltungen und historischen Rennen wie der Mille Miglia einsetzte. Auf der Rundstrecke nahm das Einzelstück nur an einem bekannteren Rennen teil, am 5. Oktober 1958 beim Coupes du Salon im französischen Montlhéry, wo es den Sieg in der Klasse bis 2000 cm³ errang und Gesamtachter wurde. Das Fahrzeug ist heute im Besitz eines amerikanischen Sammlers.
Technische Daten des AC Ace Bristol Zagato (soweit abweichend):
modifizierter Bristol-Sechszylinder mit 130 bhp / 132 PS / 97 kW bei 5750/min, Drehmoment 174 Nm bei 4500/min, Länge 3848 Millimeter, Höhe 1245 Millimeter, fahrfertiges Gewicht 862 Kilogramm, Höchstgeschwindigkeit 185 km/h, Beschleunigung von Null auf 60 Meilen pro Stunde (97 km/h) in 7,7 Sekunden, auf 100 Meilen pro Stunde (161 km/h) in 27,8 Sekunden

### AC Ace-Aigle
Der AC Ace-Aigle war ein aerodynamisch verbessertes Einzelstück auf Basis des linksgesteuerten AC Ace Bristol mit der Fahrgestellnummer BEX289, das gezielt für den Einsatz beim 24-Stunden-Rennen von Le Mans 1960 gebaut wurde. Die Anregung stammte – wie schon beim AC Ace Bristol Zagato 1958 – von dem Schweizer AC-Importeur Hubert Patthey, war jedoch konzeptionell wesentlich einfacher gehalten. Gebaut wurde das Einzelstück bei dem schweizerischen KKarosseriebauunternehmen Carrosserie Ghia in Aigle, die seit 1953 rechtlich eigenständig neben dem Designstudio und Karosseriebauer Ghia in Turin existierte. Abweichend vom Serienfahrzeug besaß der Ace-Aigle eine veränderte Fahrzeugfront sowie ein fest montiertes Hardtop. Der Dachaufsatz wies zwei ungewöhnliche Wölbungen auf, um Fahrer und Beifahrer ausreichend Kopffreiheit zu gewähren – eigentlich das „Double Bubble“-Design, wie es für Zagato typisch war und in dessen Coupé-Einzelstück von 1958 umgesetzt worden war. Der normale, aerodynamisch relativ ungünstige Vorderbau aus Kühlergrill, vorderen Kotflügeln und Motorhaube wurde durch eine neu gezeichnete und aus leichtgewichtigem Polyester gefertigte Front ersetzt. Diese war runder gestaltet, lief länger und flacher nach vorne aus und besaß neben einem flachen, ovalen Kühllufteinlass zurückversetzte, mit Plexiglas-Halbschalen verkleidete Scheinwerfer. Sie erinnerte entfernt an den Jaguar E-Type. Nach demselben Konzept und mit sehr ähnlicher Linienführung hatte Ghia Aigle bereits von 1958 bis 1961 mehrere Austin-Healey Sprite (wenn auch ohne Hardtop) umgebaut.
Eingesetzt wurde der Ace-Aigle von dem eidgenössischen Rennteam Ecurie Lausannoise mit den Schweizer Fahrern André Wicky und Georges Gachnang. Den Le Mans-Test im April 1960 absolvierte das Fahrzeug als klassenschnellstes und Gesamtachter, schied im Rennen im Juni 1960 jedoch aus.
Ein äußerlich sehr ähnlicher Ace Bristol mit der Fahrgestellnummer BEX1192 trat 1962 in Le Mans an, zugleich der letzte Le Mans-Auftritt eines AC Ace, bevor die AC Cobra ab 1964 eingesetzt wurde. Das Fahrzeug eines französischen Privatteams hatte im Jahr zuvor einen Unfallschaden erlitten, war in das AC-Werk zurückgebracht worden und erhielt dort eine spezielle Leichtgewichtskarosserie mit aerodynamisch günstiger Front im Stil des Jaguar E-Type/Ace-Aigle. Im Rennen schied es mit Kupplungsschaden aus.

## Weiterer Werdegang des Modells und des Herstellers

### Die Suche nach Motorenalternativen
Anfang der 1960er-Jahre war sich AC bewusst, für seinen Sportwagen mittelfristig eine andere Motorenalternative finden zu müssen. Versuche mit einem selbst entworfenen Sechszylinder-Boxermotor verliefen in puncto Leistungsentfaltung und Laufruhe letztlich unbefriedigend (wohl bedingt durch die zu geringe Anzahl an Kurbelwellenhauptlagern, was mit akzeptablem Kostenaufwand konstruktiv nicht mehr zu beheben war). So dachten die Brüder Hurlock an den kompakten, aus Leichtmetallguss gefertigten 3,5-Liter-V8-Motor, den Buick in den USA entwickelt hatte und von 1961 bis 1963 in einzelnen Modellen einsetzte. Jedoch hatte Buick noch technische Probleme mit dem für sie ungewohnten Aluminiumguss für den Motorblock und den Zylinderkopf, ferner waren die Produktionskosten für dieses Triebwerk vergleichsweise hoch; darüber hinaus entstand in den USA schnell der Bedarf nach großvolumigeren Triebwerken. Buick stellte die Fertigung deshalb 1963 wieder ein und verkaufte die Konstruktionsrechte zwecks Weiterentwicklung 1964 an Rover, wo der Motor in modifizierter Form ab 1967 im Rover P5B 3½-Litre sowie bis Ende der 1980er-Jahre in vielen weiteren Modellen eingesetzt wurde.
Andere, bis dahin gebräuchliche amerikanische V8-Motoren erschienen den Hurlocks für ihren leichten Sportwagen als zu schwer, zu groß und vom Charakter her zu unsportlich, weshalb sie im Gegensatz zu Bristol nicht auf einen Chrysler-V8-Motor wechseln wollten. Der Sechszylinder-Reihenmotor von Jaguar mit 3,4 oder 3,8 Litern Hubraum aus der XK-Baureihe erwies sich als zu lang und hätte mit seinem deutlich höheren Gewicht das Fahrverhalten negativ beeinflusst; zudem wäre fraglich gewesen, ob Jaguar angesichts der Konkurrenzsituation zur Motorenlieferung an AC bereit gewesen wäre. Der 2,5-Liter-V8-Motor von Daimler aus dem Roadster SP250 erschien ideal, jedoch hatte auch Daimler kein Interesse an zusätzlicher Konkurrenz; ferner erwarb Jaguar im Mai 1960 Daimler, womit die Situation für AC nochmals schwieriger wurde.
Die Lösung ergab sich schließlich im September 1961 aufgrund eines Briefes des ehemaligen Rennfahrers Carroll Shelby an AC. Nach Beendigung seiner Rennfahrerkarriere und ersten Erfahrungen als selbständiger Geschäftsmann im Vertrieb von Fahrzeugreifen wollte der Amerikaner und vormalige Le-Mans-Sieger Shelby einen Sportwagen nach eigenen Vorstellungen realisieren. Er hatte Kontakte zu verschiedenen amerikanischen Motorenherstellern geknüpft, zuletzt Ford; er wusste, dass dort eine neue Generation von relativ leichten, sportlichen, für Limousinen und Kombis vorgesehene V8-Motoren kurz vor der Serienreife stand und Ford bereit war, ihm Motoren zu liefern. Mit seinem Brief an AC teilte Shelby mit, dass er für sein Sportwagenprojekt ein fortschrittliches, leichtes und verwindungssteifes Fahrwerk mit Einzelradaufhängung suche, und fragte die Brüder Hurlock, ob diese bereit seien, eine Kooperation mit ihm einzugehen. Hieraus entstand das Nachfolgemodell des AC Ace, die ab 1962 zunächst für den amerikanischen Markt, später auch für den heimischen und andere Märkte gebaute AC Cobra.

### Der AC Ace in der Cobra-Ära und danach

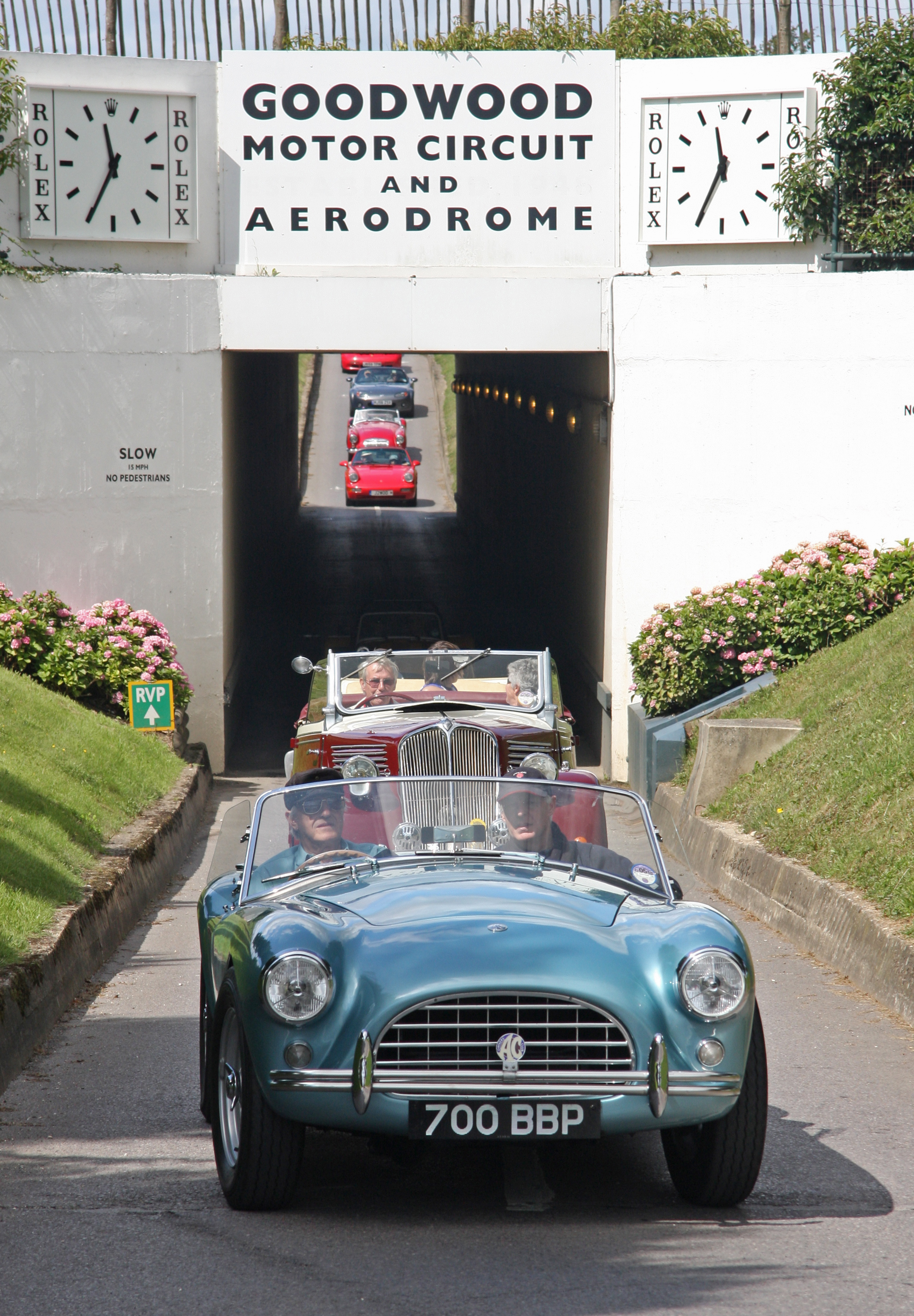
Ein AC Ace bei einer Ausfahrt klassischer Sportwagen auf dem Goodwood Motor Circuit

Mit dem Erscheinen der Cobra mit ihren außergewöhnlichen Fahrleistungen und den sich schnell einstellenden Sporterfolgen verlor der AC Ace international ab 1962 rasch an Bedeutung; im Vereinigten Königreich blieb er zunächst für ausgesprochene Anhänger der Marke AC bis zum Erscheinen der ersten rechtsgelenkten Cobras interessant. Der Versuch, 1963 mit dem MA-200 einen Nachfolger des Ace zu entwickeln, kam nicht über das Stadium eines Prototyps hinaus; AC konzentrierte sich stattdessen auf den Bau der Cobra. AC stellte noch lange die Wartung und Reparatur der gebrauchten AC Aces sicher; Probleme bereitete die in den 1960er- und 1970er-Jahren schlechter werdende Ersatzteilversorgung für die AC-Motoren mit Moss-Getriebe sowie die Bristol-Antriebseinheiten. Einzelne Fahrer ließen ihren Ace nach Carroll Shelbys Vorbild mit recht günstig zu erwerbenden amerikanischen Ford-V8-Motoren aufrüsten; Fahrer, deren AC- oder Bristol-Motor im Laufe der Zeit Schäden erlitten oder die den Wunsch nach mehr Motorleistung hatten, rüsteten ihren Ace vereinzelt auf getunte Reihensechszylinder von Ford UK oder das 2,5-l-Serientriebwerk aus dem Triumph TR5 oder TR6 um.
In Großbritannien genoss der AC Ace unter den Liebhabern klassischer Automobile von jeher großes Ansehen und blieb ein regelmäßiger Gast bei Marken- und Clubrennen; im deutschsprachigen Raum war der Ace allenfalls in der Schweiz dank der Anstrengungen des Aston Martin- und AC-Importeurs Patthey etwas bekannt, während er in Deutschland und Österreich nahezu unbekannt blieb. Mit dem wachsenden Interesse an historischen Fahrzeugen in den 1980er- und 1990er-Jahren war der AC Ace vereinzelt auch bei historischen Rennveranstaltungen und Oldtimer-Börsen in Deutschland, Italien, Frankreich und vor allem den USA zu sehen, erreichte jedoch vor allem auf dem europäischen Festland bei weitem nicht den Bekanntheitsgrad der AC Cobra.
In den 1980er- und 1990er-Jahren erzielten AC Ace zum Teil recht hohe Verkaufspreise auf Börsen und Auktionen. In diesem Zusammenhang wurden viele der erhaltenen Fahrzeuge restauriert; um einen möglichst originalgetreuen Zustand auch dort herzustellen, wo das Originaltriebwerk nicht mehr zur Verfügung stand, wurden vereinzelt die weniger gesuchten Modelle AC Aceca und AC Greyhound, aber auch andere, weniger gesuchte Fahrzeuge mit Bristol-Triebwerk als Schlachtfahrzeug verwendet. Auch sind einzelne Umbauten von zweisitzigen Aceca-Coupés zu Ace-Roadstern bekannt, obwohl hierzu zahlreiche Änderungen an der Gitterrohr-Rahmenstruktur vorzunehmen sind.

### Spätere AC-Modelle namens AC Ace
Die Modellbezeichnung AC Ace tauchte bei der Marke AC im weiteren Verlauf noch dreimal auf:
- 1986: Vorstellung eines 2+2-sitzigen Frontmotor-Targa-Coupés als Prototyp; entwickelt von AC Autokraft Ltd. unter Führung von Brian Angliss im Auftrag von Ford mit Stahl-Monocoque und Aluminiumkarosserie, Einzelradaufhängung vorne und hinten mit Fahrwerkskomponenten, Allradantriebstechnik und Motoren aus dem Ford Sierra und Ford Scorpio (alternativ Reihenvierzylinder-Turbomotor Cosworth YB aus dem Ford Sierra RS Cosworth oder Ford-V6); vorgesehene Höchstgeschwindigkeit von 225 km/h und Beschleunigung von Null auf 60 Meilen pro Stunde (97 km/h) in unter sieben Sekunden[5]
- 1996 bis 1999: Kleinserienproduktion eines 2-sitzigen Oberklasse-Cabriolets mit Frontmotor und Hinterradantrieb (ungefähr 59 Exemplare), in Fachkreisen zwecks Unterscheidung häufig als AC Ace Brooklands bezeichnet (wegen des Produktionsortes in einer modernen Fabrik inmitten der ehemaligen Brooklands-Rennstrecke in Weybridge, Surrey); entworfen von AC Autocraft Ltd., zur Serienreife weiterentwickelt von AC Cars Group Ltd. unter Alan Lubinsky, Weiterentwicklung eines Jahre zuvor gemeinsam mit Ford begonnenen Projekts mit Stahl-Monocoque und Aluminiumkarosserie, Einzelradaufhängung vorne und hinten mit Fahrwerkskomponenten, Motor, Getriebe und sonstiger Antriebstechnik von Ford USA; Ford-V8-Motoren mit 4601 oder 4942 cm³; handgeschaltete 4942 cm³-Version auch mit Turbo-Aufladung oder 4,6-l-Vierventil-Motor, ansonsten Automatikgetriebe[69]
- Dezember 2006: Ankündigung eines zweisitzigen Mittelmotorsportwagens mit dem Namen AC Ace im Rahmen des „Projekts Kimber“; der frühere Formel-1-Cheftechniker und -Designer Gordon Murray hatte gemeinsam mit Investoren die Rechte an dem Smart Roadster erworben, dessen Produktion eingestellt worden war; voraufgegangene Versuche, die Namensrechte von MG oder Healey zu erwerben, waren gescheitert; überarbeitetes Design von Gordon Murray (mit Scherentüren), vorgesehene Motorisierung mit Einliter-Dreizylinder-Benzinmotoren von Mitsubishi als Sauger- oder Turbo-Variante; die Vorstellung des Fahrzeugs wurde für Frühjahr 2007 auf dem Auto-Salon in Genf angekündigt mit einer geplanten Produktion von jährlich 7000 Fahrzeugen in Wales ab Mitte 2007 zu einem Verkaufspreis zwischen 17.500 und 28.000 Euro.[70] Bis heute kam es weder zur Fahrzeugpräsentation noch zur Produktionsaufnahme, da die Finanzierung scheiterte und Gordon Murray sich verstärkt um sein eigenes Kleinstwagen-Projekt T.25 kümmern wollte.

## Heutige Situation

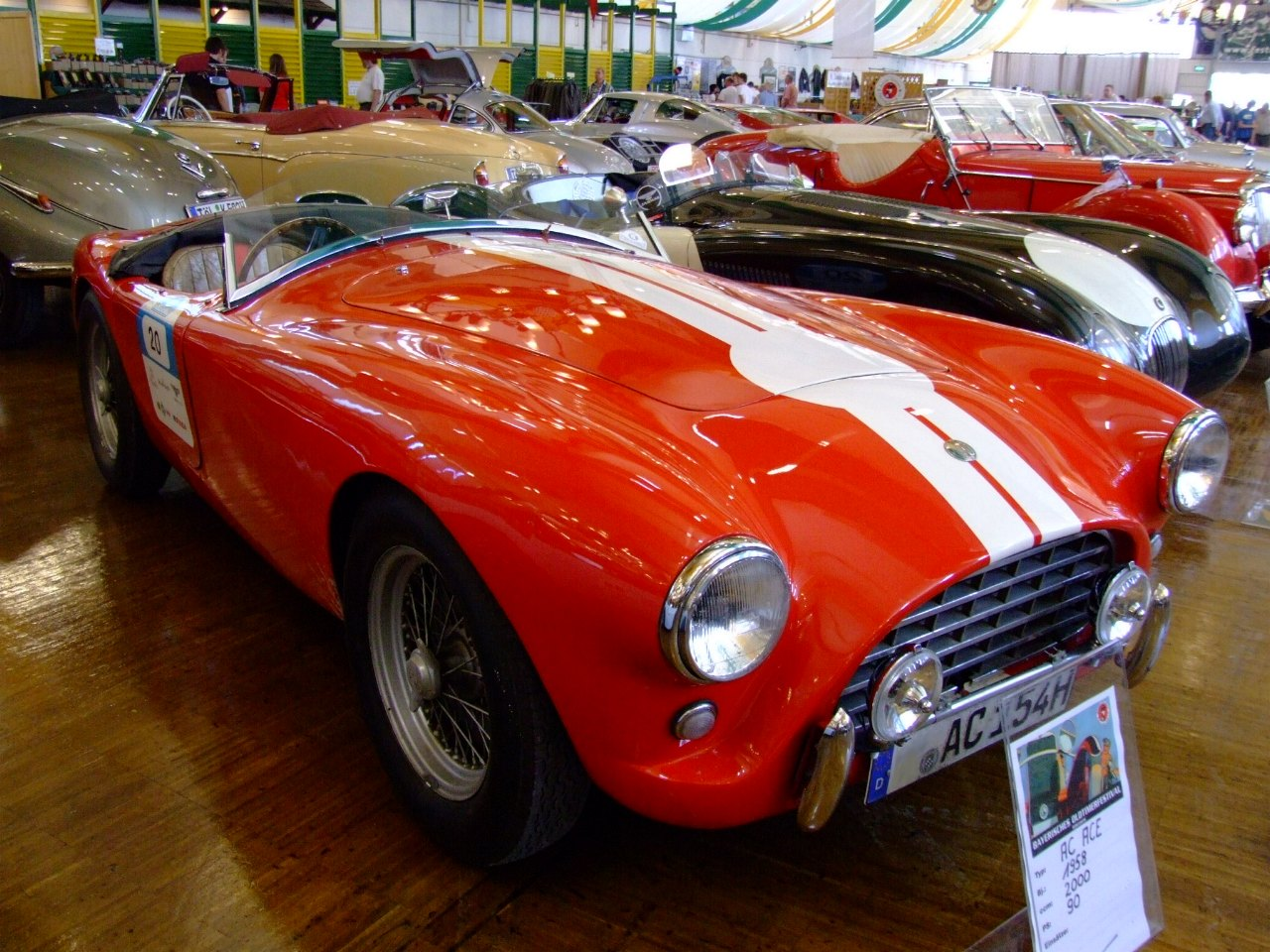
AC-Ace-Sportversion (mit kurzer, leichter Frontscheibe)

Heute sind die wenigen AC Ace zumeist in festen Händen; seine Anhänger schätzen seine Ursprünglichkeit und schlichte Eleganz im Vergleich zur späteren wuchtigeren, deutlich kräftiger motorisierten AC Cobra. Gelegentlich werden im Vereinigten Königreich
- Fahrzeuge mit AC-Motor für etwa 16.000 bis 27.000 £[71] (rund 18.000 bis 30.000 €; Wechselkurs Stand: November 2009),
- Fahrzeuge mit Bristol-Motor für etwa 38.000 bis 58.000 £[72] (rund 42.000 bis 65.000 €; Wechselkurs Stand: November 2009) und
- Fahrzeuge mit Ford-Motor für etwa 35.000 bis 50.000 £[73] (rund 39.000 bis 56.000 €; Wechselkurs Stand: November 2009)

gehandelt (mittlerer bis ausgezeichneter Zustand). Fahrzeuge mit besonderer Rennsporthistorie, bekannten Vorbesitzern und/oder in besonderem Zustand (unrestaurierte Originale oder Spitzen-Restaurierungen in Concours-Qualität) erzielten bei Versteigerungen im Einzelfall bereits absolute Spitzenpreise, so
- 500.000 $ bei dem Auktionshaus Coys / Barrett-Jackson am 27. Mai 2000 für einen AC Ace-Bristol aus dem Jahr 1962[74] (rund 1.056.000 DM/540.000 € nach damaligem Wechselkurs),
- 216.000 £ bei dem Auktionshaus Bonhams am 8. Juni 2008 für einen AC Ace aus dem Jahr 1956[75] (rund 271.000 € nach damaligem Wechselkurs) und
- 209.000 £ bei dem Auktionshaus H & H Sales Limited am 22. Juli 2009 für einen AC Ace 2.6[76] (rund 242.000 € nach damaligem Wechselkurs) (jeweils inklusive „premium“).

Zu den prominenten Besitzern eines AC Ace gehört unter anderem Ross Brawn, der 2009 einen AC Ace 2.6 erwarb.
Von den insgesamt gebauten 728 Fahrzeugen existiert eine für ihr Alter überdurchschnittlich hohe Anzahl bis heute. Viele der heutigen Besitzer sind im britischen AC Owners Club zusammengeschlossen, der regelmäßige Marken- und Modelltreffen veranstaltet (so beispielsweise am Silverstone Circuit und beim Goodwood Festival of Speed) und in dem die Ersatzteilversorgung sowie Nachfertigungen über Spezialfirmen koordiniert werden.
Heute gilt der AC Ace als seltener, robuster, für den historischen Motorsport sehr gut geeigneter Klassiker, auch wenn er vom Ansehen und den Fahrleistungen nicht das hohe Niveau der AC Cobra erreicht. Neben der Cobra erlangt auch der Ace zunehmend als Wertanlage an Bedeutung.
Einer der ersten AC Ace ist im Newburn Hall Motor Museum im englischen Newburn, Region Newcastle upon Tyne neben rund 35 weiteren zumeist englischen Fahrzeugen ausgestellt; ein AC Ace Bristol aus dem Jahr 1957 befindet sich in der Sammlung des Musée de Sanxet im französischen Pomport. Zwei AC Ace Bristol (BEX254 und BEX1044) sind Bestandteil der Sammlung Shelby American Collection in Boulder, Colorado in den Vereinigten Staaten.
Zu sehen ist der AC Ace auch in dem französischen Kurzfilm Charlotte et son Jules (englische Fassung: Charlotte and Her Boyfriend) des Regisseurs Jean-Luc Godard aus dem Jahr 1960. In dem Jean Cocteau gewidmeten Film mit Jean-Paul Belmondo, Gérard Blain und Anne Collette nutzen die Hauptakteure einen seltenen linksgesteuerten Ace aus dem Jahr 1957. Im Jahr 2000 stellte der britische Journalist und Moderator Jeremy Clarkson in Folge 3 seiner Filmreihe Clarkson’s Car Years unter anderem einen AC Ace Bristol aus dem Jahr 1958 sowie einen AC Ace aus dem Jahr 1961 vor.
Während die AC Cobra, insbesondere als Cobra 427 zu den am häufigsten kopierten Fahrzeugmodellen gehört, sind Nachbauten des AC Ace vergleichsweise selten. Am ehesten verbreitet ist der Hawk Ace, der auf einem neuen Gitterrohrrahmen mit vielen mechanischen Komponenten aus Großserienfahrzeugen aufbaut und mit verschiedenen Motoren wie dem des MGB, des Triumph TR6 oder Reihensechszylindermotoren von BMW kombiniert werden kann. Durch den hohen technischen Aufwand liegen die Preise für diese Replika ungefähr auf dem Niveau eines AC Cobra-Nachbaus. Eine wesentlich einfachere Replika wird von einem amerikanischen Hersteller angeboten; hierbei werden nur die Stahlblech-Karosserieteile eines gebrauchten MGB gegen Karosserieteile aus glasfaserverstärktem Kunststoff ausgetauscht, die entfernt an den AC Ace erinnern. Eine Sonderstellung nimmt der Ace von AC Autokraft ein: Unter Führung von Brian Angliss hatte die Firma AC Autokraft Ltd. – bis dahin ein Betrieb zur Restaurierung älterer ACs – 1986 die Namensrechte an der AC Cars Ltd. erworben und die AC Cobra Mk.IV produziert, ehe sie 1996 aufgrund der hohen Entwicklungskosten des modernen AC Ace (Brooklands) in Insolvenz fiel. Während die Namensrechte an der AC Cars Ltd. an den gebürtigen Südafrikaner Alan Lubinsky veräußert wurden, bestand die Firma AC Autokraft weiter und stellt weiterhin, orientiert an den Original-AC-Plänen, technisch leicht modernisierte Versionen unter anderem des klassischen AC Ace her, ehe die Produktion 2008 vollständig aufgegeben wurde.

## Vergleichbare Fahrzeugmodelle
Weitere zeitgenössische offene Sportwagen mit vier und sechs Zylindern und ähnlicher Leistung (60 kW bis 140 kW):
| - Alfa Romeo 6C 2500 Spider - Alfa Romeo 1900 Spider - Alfa Romeo 2000 und 2600 Spider - Arnolt-Bristol - Aston Martin DB2 Volante - Aston Martin DB2/4 Volante - Austin-Healey 100/4 - Austin-Healey 100 Six - Bristol 404 (Coupé) - Cisitalia 202 Gran Sport | - Facel Facellia / Facel III / Facel 6 - Jaguar XK 120 OTS - Jaguar XK 140 OTS - Jaguar XK 150 OTS - Maserati A6G - Mercedes-Benz 190 SL - MGA Twin Cam - Morgan Plus 4 - Triumph TR2 - Triumph TR3 |